# 1924
1924 (MCMXXIV) byl rok, který dle gregoriánského kalendáře započal úterým.

## Události

### Československo
- 29. ledna – Připojením šesti moravských měst a obcí k Moravské Ostravě vzniká tzv. Velká Ostrava, jež však nadále nesla oficiální název Moravská Ostrava.
- 11. července – Prezident T.G. Masaryk přebírá záštitu nad „Prvním světovým kongresem o vědeckém řízení“ (1. PIMCO – First Prague International Management Congress), organizovaným Masarykovou akademií práce v Pantheonu Národního muzea v Praze.
- 1. září – Zahájení řádného vysílání Českého rozhlasu Brno.
- 31. října – 4. listopadu – II. sjezd Komunistické strany Československa.

### Svět
- 25. ledna – 4. února – I. zimní olympijské hry ve francouzském Chamonix.
- 26. ledna – Ruský Petrohrad byl 5 dní po úmrtí Vladimira Iljiče Lenina přejmenován na Leningrad.
- 25. února – Sarajevo přestalo být hlavním městem Bosny a Hercegoviny, ale pouze sídlem Sarajevské oblasti.
- 3. března – V Turecku byl sesazen poslední chalífa Abdulmecid II. z osmanské dynastie.
- 25. března – V Řecku parlament zrušil monarchii a vyhlásil Druhou Helénskou republiku.
- 1. dubna – V Německu byl Adolf Hitler odsouzen k 5 letům vězení za pokus o státní převrat.
- 6. dubna – V italských parlamentních volbách zvítězila Národní fašistická strana pod vedením Benita Mussoliniho.
- 4. května – 27. července – VIII. letní olympijské hry v Paříži.
- 10. května – Ředitelem FBI se stal J. Edgar Hoover, který v této funkci zůstal do roku 1972.
- 1. června – Při atentátu byl těžce zraněn rakouský kancléř Ignaz Seipel.
- 20. července – V Paříži byla založena Mezinárodní šachová federace (FIDE).
- 4. listopadu – V amerických prezidentských volbách zvítězil republikánský kandidát Calvin Coolidge.
- Dominikánská republika se stala členem Společnosti národů.
- norské hlavní město bylo přejmenováno na Oslo.

## Vědy a umění
- 12. února – Americký skladatel George Gershwin v New Yorku představil skladbu Rhapsody in Blue.
- 17. května – Spojením tří filmových produkčních společností vznikla v Hollywoodu společnost Metro-Goldwyn-Mayer.
- 6. listopadu – Premiéra Janáčkovy opery Příhody lišky Bystroušky v Brně
- 7. listopadu – V Londýně otevřeli divadlo Fortune Theatre
- 23. listopadu – Vincent Lopez a dalších 40 jazzmanů uspořádali koncert moderní hudby v Metropolitní opeře v New Yorku
- André Breton vydal Surrealistický Manifest.
- Objeven chemický prvek rhenium.

### Knihy
- Karel Čapek – Anglické listy, Krakatit
- Edward Morgan Forster – Cesta do Indie
- Thomas Mann – Kouzelný vrch
- Josef Váchal – Krvavý román
- Vladislav Vančura – Pekař Jan Marhoul

## Nobelova cena
- Nobelova cena za fyziku – Manne Siegbahn za rentgenoskopické objevy a výzkumy
- Nobelova cena za fyziologii a lékařství – Willem Einthoven za položení základů elektrokardiografie
- Nobelova cena za chemii – nebyla v tomto roce udělena
- Nobelova cena za literaturu – Władysław Reymont (Polsko)
- Nobelova cena za mír – nebyla v tomto roce udělena

## Narození

### Česko

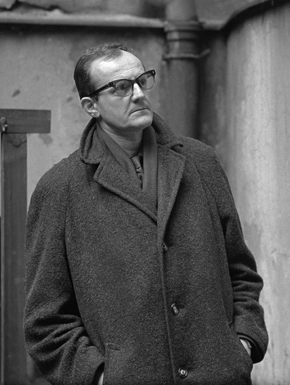
Vladimír Boudník (* 17. března)

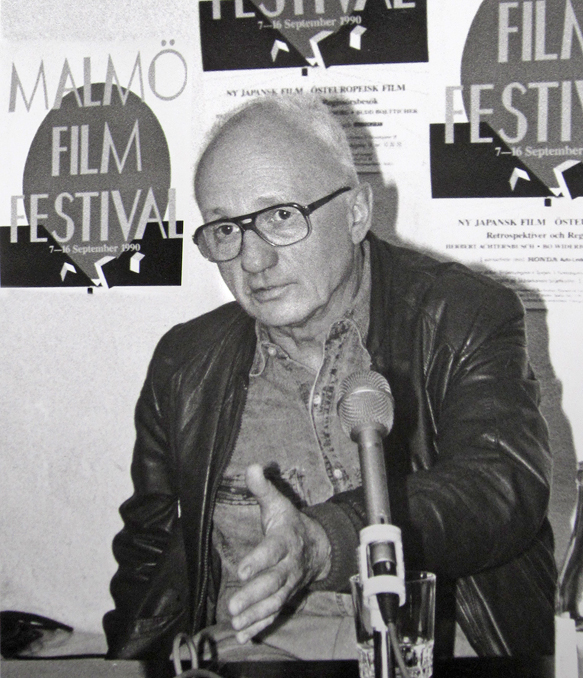
Karel Kachyňa (* 1. května)

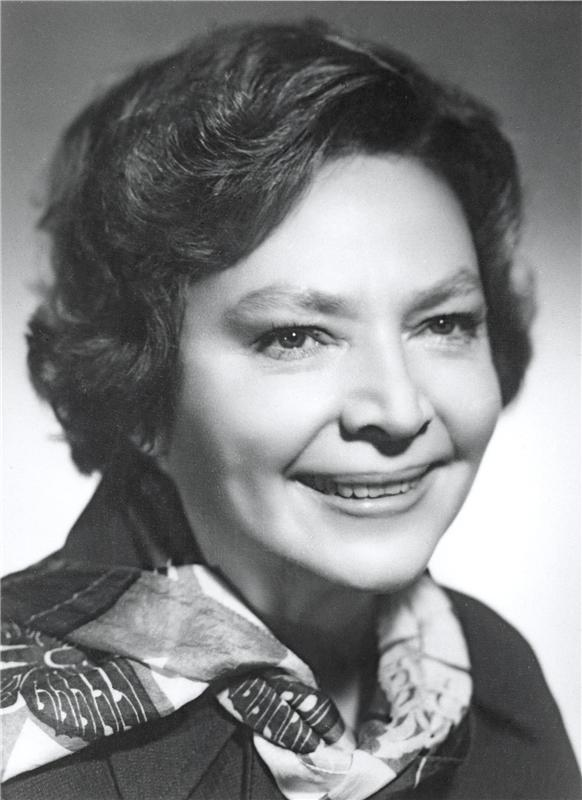
Libuše Havelková (* 11. května)

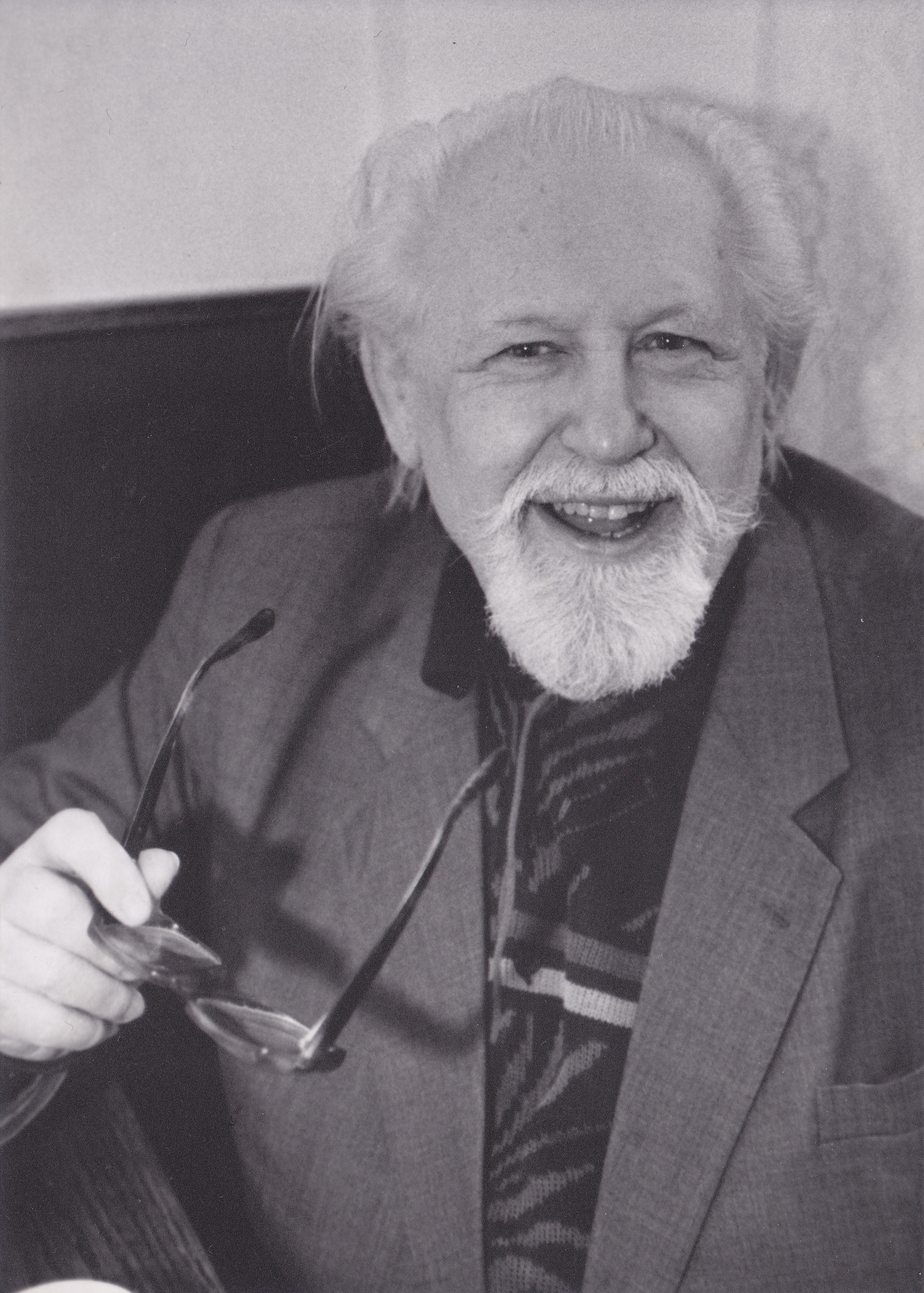
Jiří Winter Neprakta (* 12. července)

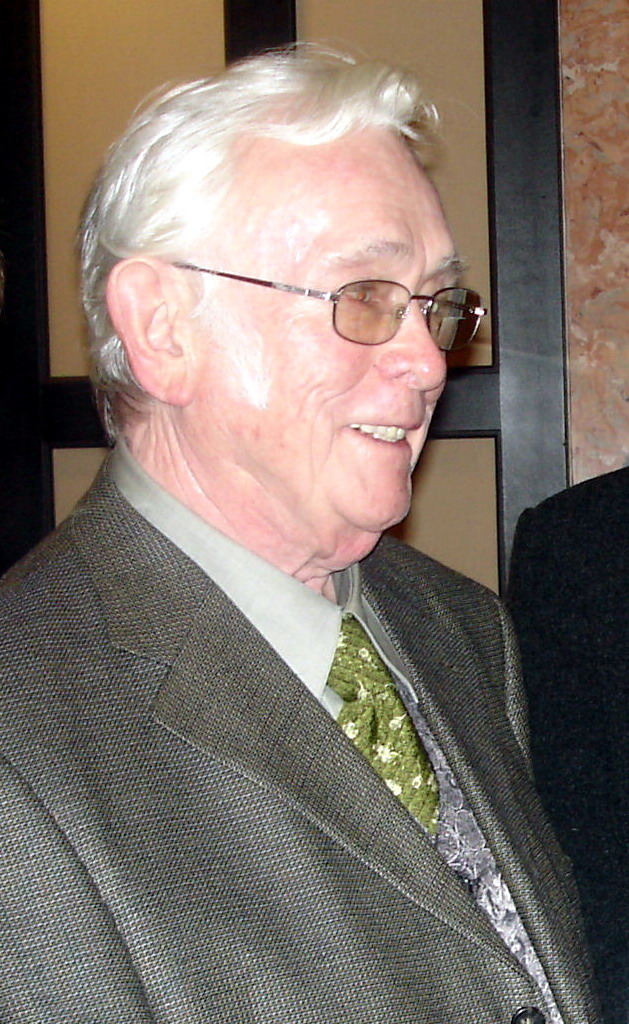
Josef Škvorecký (* 27. září)

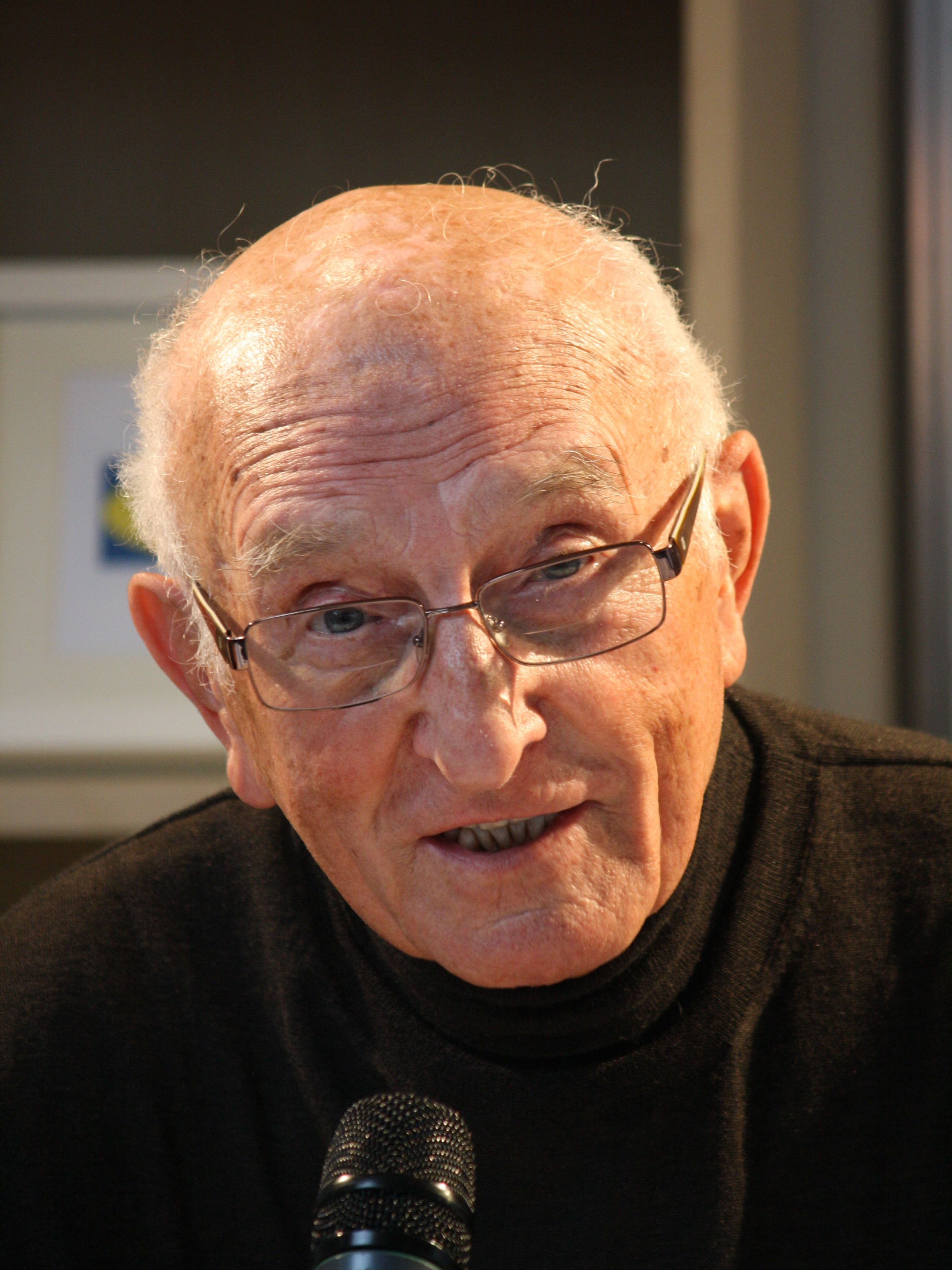
Otakar Brousek (* 28. září)

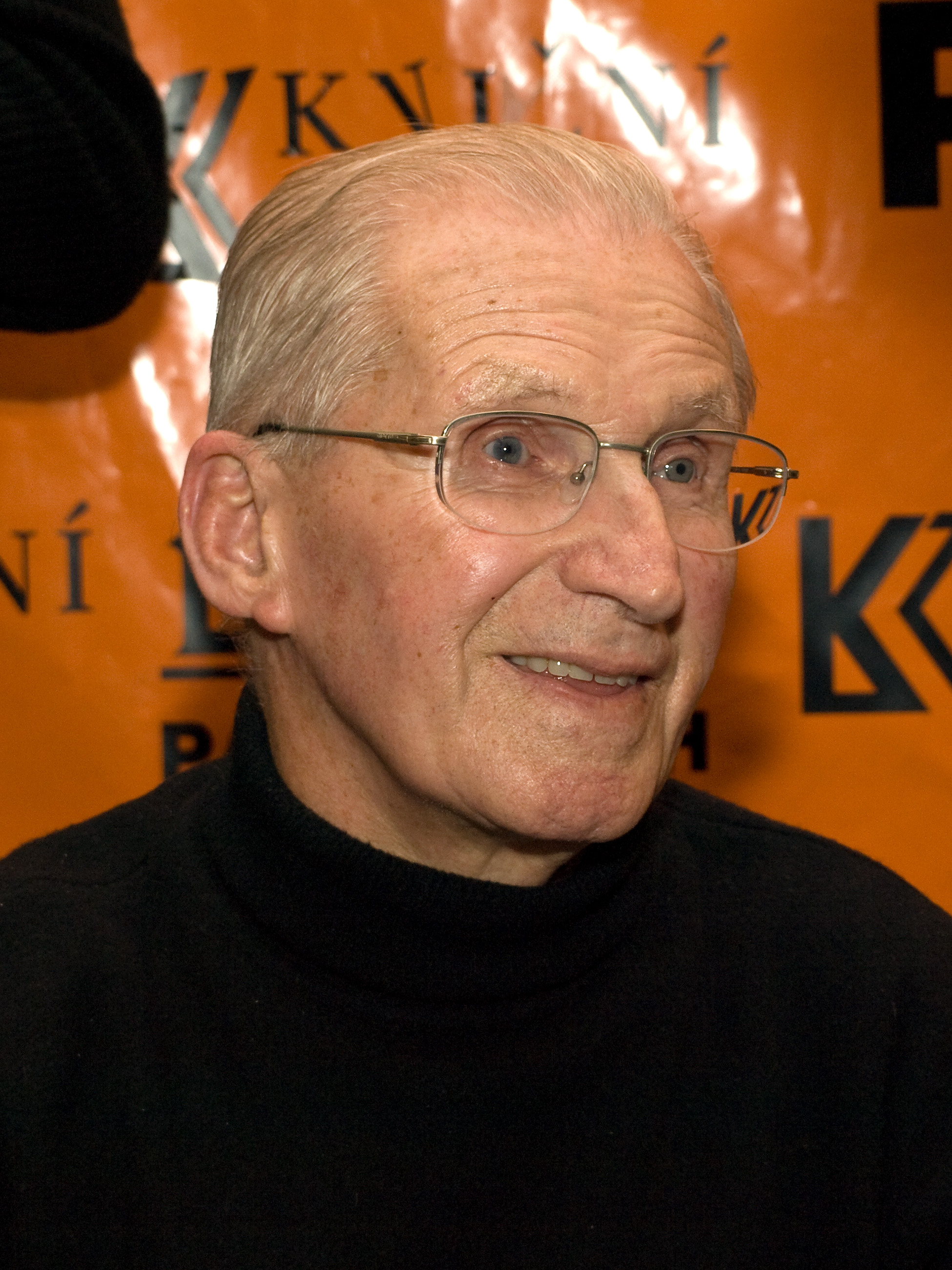
Lubomír Štrougal (* 19. října)

- 02. ledna – Josef Vedral, československý fotbalový reprezentant († 14. ledna 1975)
- 15. ledna – Michael Čakrt, hudební skladatel († 25. června 1997)
- 17. ledna – Marie Uchytilová, sochařka († 16. listopadu 1989)
- 21. ledna
  - Jarmila Skalková, pedagožka a vysokoškolská učitelka († 7. února 2009)
  - Miloslav Ošmera, československý hokejový reprezentant († 30. listopadu 2001)
- 22. ledna
  - Věra Holotíková, zpěvačka a spoluzakladatelka Sester Allanových († 7. ledna 2018)
  - Josef Křepela, československý basketbalista († 1. dubna 1974)
- 24. ledna – Miloslav Ducháč, klavírista a skladatel († 28. dubna 2008)
- 26. ledna – Pavel Babík, člen protikomunistického odboje († 30. ledna 1953)
- 02. února – Josef Režný, dudák a folklorista († 10. prosince 2012)
- 05. února – Jaroslav Kohout, filozof, politik, politický vězeň a překladatel († 20. června 2013)
- 08. února – Josef Hasil, šumavský převáděč, „Král Šumavy“ († 15. listopadu 2019)
- 13. února – Zdeněk Váňa, archeolog († 30. ledna 1994)
- 14. února
  - Jiří Dušek, herec († 20. listopadu 2023)
  - Jindřich Roudný, československý atlet, běžec († 10. května 2015)
  - Albert Rosen, dirigent († 23. května 1997)
- 15. února – Jiří Šlitr, skladatel, klavírista, zpěvák, herec a výtvarník († 26. prosince 1969)
- 19. února – František Vláčil, malíř, grafik, filmový scenárista a režisér († 28. ledna 1999)
- 21. února
  - Miloš Sedmidubský, hudební skladatel a pedagog († 13. dubna 1995)
  - Stanislav Langer, klinický psycholog († 29. června 2004)
- 23. února
  - Ladislav Kubeš starší, pozounista, kapelník a hudební skladatel († 28. srpna 1998)
  - Karel Hubáček, architekt († 23. listopadu 2011)
- 28. únor – Ladislav Tondl, logik, sémantik, filozof a teoretik vědy († 7. srpna 2015)
- 02. března
  - Stanislav Berton, exilový vydavatel, historik, editor, básník († 27. října 2016)
  - Antonín Jaroslav Liehm, filmový a literární kritik, publicista a komunistický politik († 4. prosince 2020)
- 07. března – Světla Mathauserová, literární historička a rusistka († 21. února 2006)
- 10. března – Ivo Toman, scenárista a filmový režisér († 23. prosince 1994)
- 14. března – Jan Šrámek, architekt († 10. listopadu 1978)
- 17. března – Vladimír Boudník, grafik a malíř († 5. prosince 1968)
- 18. března – Lubomír Dorůžka, muzikolog († 16. prosince 2013)
- 20. března – Vladimír Hrubý, herec († 30. července 1986)
- 22. března – Jiří Toman, fotograf, ilustrátor a knižní grafik († 10. dubna 1972)
- 25. března – Jaromír Fajkus, malíř († 30. června 2009)
- 27. března – Jiří V. Svoboda, překladatel a básník († 13. února 1981)
- 30. března – Jaroslav Pleskot, literární historik a kritik († 23. září 2009)
- 03. dubna – Ivan Andreadis, stolní tenista († 27. října 1992)
- 05. dubna – Jaroslav Bauer, jazykovědec († 4. ledna 1969)
- 06. dubna
  - Josef Hrbata, kněz, spisovatel, exercitátor († 19. dubna 2009)
  - Miroslav Skála, spisovatel a novinář († 24. února 1989)
- 07. dubna – Jaroslav Cejp, československý fotbalový reprezentant († 22. března 2002)
- 08. dubna – Dušan Vrchoslav, hudební skladatel († 29. září 2012)
- 11. dubna
  - Jaroslav Opat, filozof a historik († 14. července 2015)
  - Emanuel Macek, bibliograf († 27. března 1997)
- 12. dubna – Jaroslav Koliha, malíř († 9. září 2014)
- 16. dubna – Gertruda Grubrová-Goepfertová, malířka, grafička, básnířka a spisovatelka († 30. července 2014)
- 17. dubna
  - Bohumil Černík, bylinkář a kronikář Vysočiny († 21. prosince 2011)
  - Vladimír Paul, soudce Ústavního soudu († 3. dubna 2002)
- 20. dubna
  - Jiří Rathouský, tvůrce písma, typograf a pedagog († 5. září 2003)
  - Miroslav Komárek, jazykovědec († 15. srpna 2013)
- 21. dubna – Slávka Budínová, herečka († 31. července 2002)
- 22. dubna – Růžena Dostálová, filoložka a historička († 18. srpna 2014)
- 23. dubna – Jiří Horák, předseda obnovené ČSSD v Československu († 25. července 2003)
- 29. dubna – Rudolf Anděl, historik a pedagog († 2. ledna 2018)
- 30. dubna – Ilja Prachař, herec a dramatik († 10. srpna 2005)
- 01. května – Karel Kachyňa, filmový režisér († 12. března 2004)
- 04. května – Jožka Karen, dirigent († 24. října 1999)
- 11. května
  - Libuše Havelková, herečka († 6. dubna 2017)
  - Luděk Pachman, mezinárodní šachový velmistr († 6. března 2003)
- 14. května – Eduard Petiška, básník a romanopisec († 6. červen 1987)
- 19. května – Hana Drábková, psycholožka, zakladatelka české Mensy († 3. února 2015)
- 20. května
  - Miloš Klimek, československý fotbalový reprezentant († 5. listopadu 1982)
  - Zdeněk Bardoděj, toxikolog († 16. prosince 2008)
- 22. května – Jiří Křižák, československý fotbalový reprezentant († 5. května 1981)
- 23. května – Gustav Krum, malíř a ilustrátor († 21. března 2011)
- 24. května
  - Břetislav Hodek, lexikograf, literární vědec, spisovatel a překladatel († 18. března 2007)
  - Milada Šubrtová, operní pěvkyně († 1. srpna 2011)
- 26. května – Miroslav Kůra, tanečník a choreograf († 11. listopadu 2023)
- 28. května – Jiří Šotola, básník, prozaik, dramatik, herec a divadelní režisér († 8. srpna 1989)
- 29. května – Miloslav Kříž, československý basketbalista († 20. května 2013)
- 30. května – Vilém Kraus, odborník v oblasti vinařství a vinohradnictví († 7. června 2013)
- 01. června – Oldřich Šuleř, spisovatel († 26. ledna 2015)
- 03. června – Michal Sabolčík, ministr vlád Československa a diplomat († 27. července 1995)
- 06. června
  - Vlastimil Pinkas, dirigent a hudební skladatel
  - Radovan Richta, sociolog a filozof († 21. července 1983)
- 08. června – Josef Bláha, herec († 6. prosince 1994)
- 10. června – Miroslav Řepiský, organizátor hasičského hnutí († 23. ledna 2011)
- 11. června – Bedřich Kocek, fotograf
- 12. června – Igor Němec, bohemista († 11. července 2005)
- 14. června – Jan Burka, malíř, grafik, sochař a básník († 4. září 2009)
- 15. června – Karel Hoffmann, komunistický politik, ministr († 21. února 2013)
- 17. června – Miroslav Novák, japanolog, literární teoretik a překladatel († 24. února 1982)
- 19. června – Luděk Kopřiva, herec († 5. října 2004)
- 21. června – Slavomil Hejný, botanik († 22. června 2001)
- 23. června – Jaroslav Balík, scenárista, režisér a filmový pedagog († 17. října 1996)
- 25. června – Ladislav Čepelák, grafik, kreslíř a ilustrátor († 9. října 2000)
- 29. června
  - Stanislav Hájek, herec († 16. března 1999)
  - Mojmír Stránský, konstruktér a vynálezce († 13. června 2011)
- 30. června – Vladislav Kavan, malíř († 3. července 2003)
- 02. července – Václav Turek, malíř, grafik a sochař († 29. ledna 1988)
- 03. července – Miloslav Krbec, jazykovědec († 12. února 2003)
- 04. července
  - Libuše Domanínská, operní pěvkyně († 2. února 2021)
  - Oldřich Lipský, režisér a scenárista († 19. října 1986)
- 06. července – Ludmila Eckertová, fyzička († 14. června 2009)
- 07. července – Vlastimil Hála, trumpetista a hudební skladatel († 29. července 1985)
- 08. července – Šárka Štembergová-Kratochvílová, herečka († 22. května 2005)
- 10. července – František Toman, ministr vlád České socialistické republiky († 20. září 1981)
- 12. července
  - Vlastimil Havlíček, československý fotbalový reprezentant († 5. února 1991)
  - Jiří Winter Neprakta, kreslíř, karikaturista a humorista († 30. října 2011)
- 15. července – František Vrbka, československý voják a příslušník výsadku Bronse († 23. března 1943)
- 16. července – Zdeněk Švehla, operní tenorista († 21. prosince 2014)
- 17. července – Vladimír Salač, herec a zpěvák († 31. května 1990)
- 18. července – Jaroslava Brychtová, sochařka a sklářka († 8. dubna 2020)
- 19. července
  - František Budín, konferenciér a komik († 15. března 2020)
  - Vlastimil Herold, slovenský výtvarník a filmař († 10. března 2004)
- 20. července – Ludvík Šváb, psychiatr, jazzman, surrealista a odborník na němé filmy († 16. srpna 1997), Milan Bubák, malíř a grafik († 8. října 1990)
- 21. července – Vladimír Vondráček, basketbalista a ragbista
- 22. července
  - Věra Kubánková, herečka († 13. dubna 2016)
  - Richard Kubernát, zpěvák a jazzový trumpetista († 16. června 1981)
- 15. srpna – Jaromír Neumann, historik umění († 26. října 2001)
- 17. srpna – Jiří Kratochvíl, klarinetista, muzikolog, skladatel a hudební pedagog († 9. května 2014)
- 19. srpna – Radomír Kolář, malíř († 5. října 1993)
- 23. srpna – Ivo Fischer, básník, spisovatel a překladatel († 6. prosince 1990)
- 24. srpna
  - Karel Stádník, sochař a restaurátor († 12. ledna 2011)
  - Anna Jurásková, scenáristka a dramaturgyně († 16. srpna 2017)
- 25. srpna
  - Karel Hlušička, herec a rozhlasový režisér († 10. listopadu 2016)
  - Miloš Vavruška, herec († 20. dubna 2003)
- 26. srpna – Mirko Musil, herec († 14. června 1999)
- 28. srpna – Josef Havlín, československý politik, ministr († 4. dubna 2004)
- 31. srpna – Antonín Kratochvil, spisovatel († 11. prosince 2004)
- 02. září – Vladimír Mařík (politik), válečný odbojář a komunistický politik
- 05. září – Jiří Novák, houslista († 10. září 2010)
- 07. září – Miroslav Protivínský, kriminalista († 14. dubna 2015)
- 09. září – Oleg Sus, estetik a literární vědec († 22. listopadu 1982)
- 10. září – František Benhart, literární kritik, slavista a překladatel († 25. prosinec 2006)
- 14. září
  - Jitka Snížková, skladatelka, klavíristka a cembalistka († 11. května 1989)
  - Jaroslav Škarvada, biskup († 14. června 2010)
- 17. září – Antonín Liška, biskup českobudějovický († 15. října 2003)
- 18. září – Ivan Diviš, básník a esejista († 7. dubna 1999)
- 19. září – Václav Žilka, flétnista a pedagog († 13. dubna 2007)
- 20. září – Bohumil Svoboda, spisovatel, žurnalista, politik, režisér († 30. června 2020)
- 26. září – Miloslav Masopust, brigádní generál, válečný veterán
- 27. září
  - Jiří Bažant, hudební skladatel († 26. listopadu 2011)
  - Josef Škvorecký, spisovatel († 3. ledna 2012)
- 28. září – Otakar Brousek, herec († 14. března 2014)
- 01. října – Jan Šimáně, skaut, redaktor časopisu ABC († 13. února 2013)
- 13. října – Dušan Tomášek, novinář, publicista a spisovatel literatury faktu († 9. listopadu 2016)
- 14. října – Miroslav Škeřík, československý basketbalista a reprezentant († 11. ledna 2013)
- 15. října – Karel Haindl, hydrolog († 10. října 1996)
- 16. října
  - Zdeněk Půček, ministr hutnictví a těžkého průmyslu ČSSR († 30. července 1986)
  - Miroslav Pangrác, sochař a malíř († 19. června 2012)
- 18. října – Karel Malich, sochař a malíř († 24. října 2019)
- 19. října – Lubomír Štrougal, československý premiér († 6. února 2023)
- 20. října – Vladimír Tesař, malíř, ilustrátor, grafik, typograf a scénograf († 12. října 2008)
- 23. října – Karel Biňovec, spisovatel († 30. června 1991)
- 01. listopadu – Jan Štern, novinář, publicista a básník († 21. srpna 2012)
- 02. listopadu
  - Stanislav Hlinovský, malíř, grafik a divadelní herec († 27. ledna 1994)
  - Rudolf Battěk, filozof, sociolog a politik († 17. března 2013)
- 05. listopadu
  - Karel Stibor, československý hokejový reprezentant († 8. listopadu 1948)
  - Ivan Řezáč, hudební skladatel († 26. prosince 1977)
- 06. listopadu
  - Miloš Hruška, český výtvarný pedagog, sochař, malíř a restaurátor, původem ze Slovenska († 22. června 1997)
  - Radim Palouš, filozof, pedagog a komeniolog († 10. září 2015)
- 13. listopadu – Zdeněk Kupka, první primátor města Ostravy († 15. listopadu 1994)
- 15. listopadu – Josef Rudolf Čeněk Čermák, právník, básník, publicista a historik († 20. září 2021)
- 19. listopadu – Jan Otčenášek, spisovatel a scenárista († 24. února 1979)
- 24. listopadu – Rudolf Svoboda, sochař, restaurátor, medailér a pedagog († 11. října 1994)
- 27. listopadu – František Bílský, mistr varhanář († 11. dubna 2015)
- 30. listopadu
  - Hana Prošková, spisovatelka († 4. října 2002)
  - Věra Haluzová, folkloristka († 30. října 2013)
- 01. prosince – Bohuslav Jan Horáček, mecenáš († 18. října 2002)
- 05. prosince – Marie Skálová, spisovatelka († 28. října 1996)
- 11. prosince – Luboš Pistorius, divadelní režisér a dramaturg († 9. února 1997)
- 12. prosince – Jiří Hanke, československý fotbalový reprezentant († 11. prosince 2006)
- 15. prosince – Quido Adamec, hokejový rozhodčí († 22. července 2007)
- 25. prosince – Karel Polák, ministr stavebnictví České socialistické republiky
- 26. prosince – Jaroslav Celba, jazzový kytarista a skladatel († 27. února 2013)

### Svět
- 1. ledna

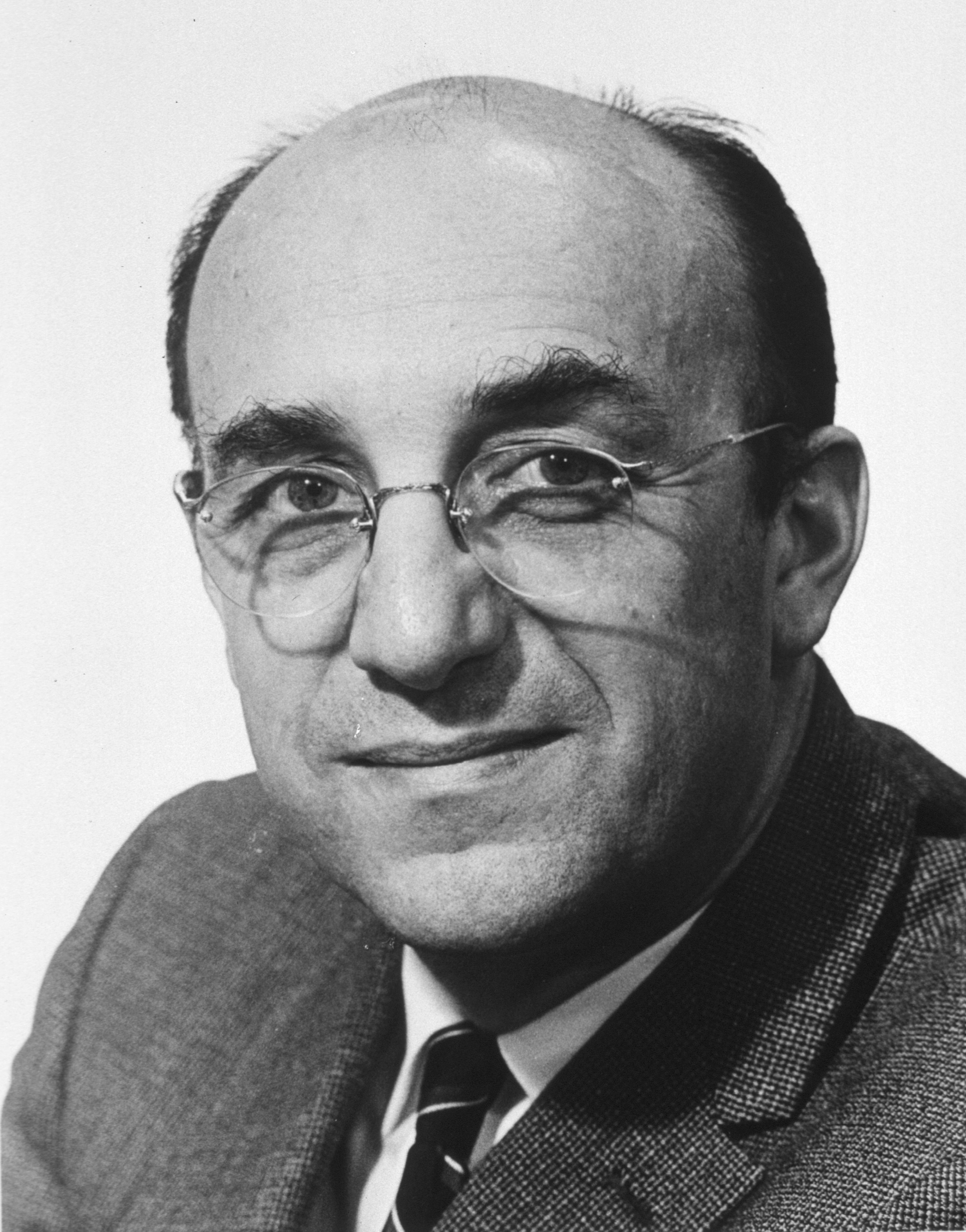
Roger Guillemin (* 11. ledna)

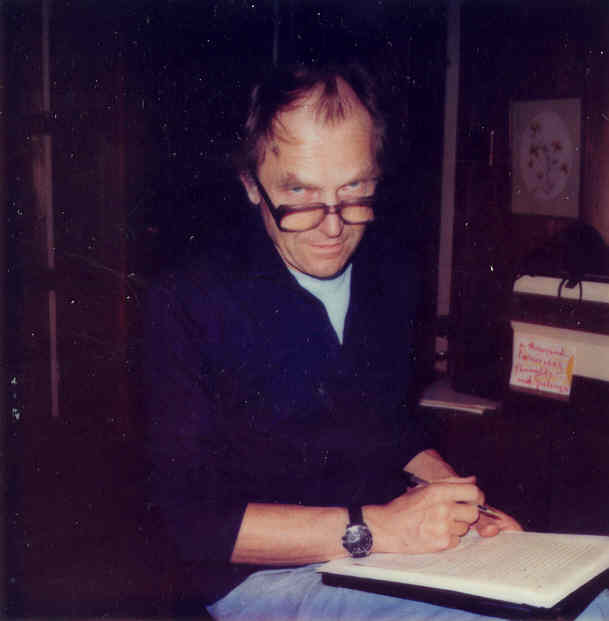
Paul Karl Feyerabend (* 13. ledna)

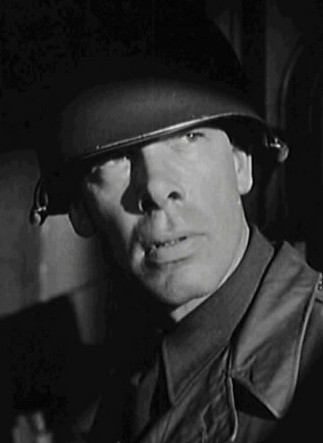
Lee Marvin ((* 19. února)

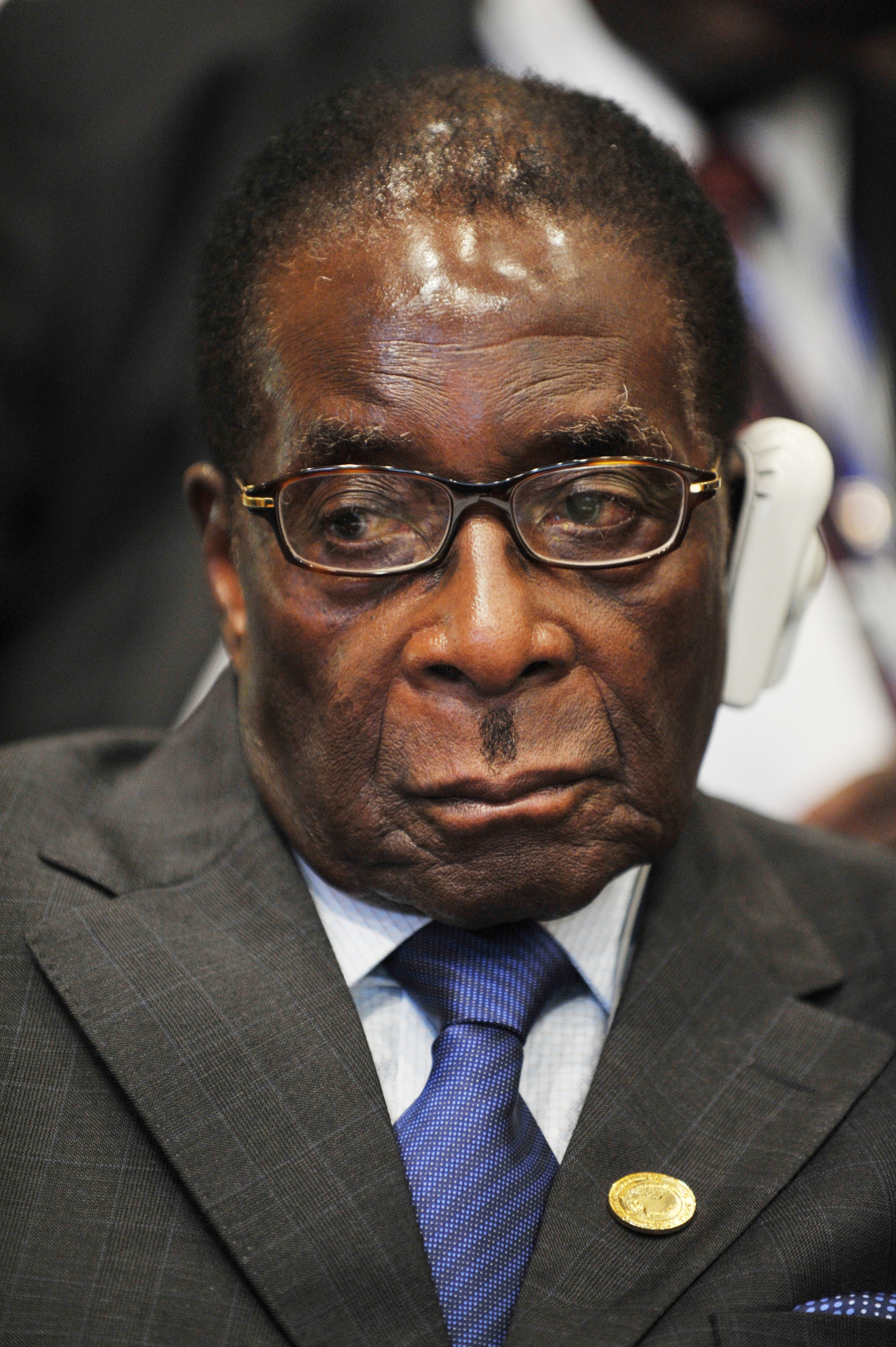
Robert Mugabe (* 21. února)

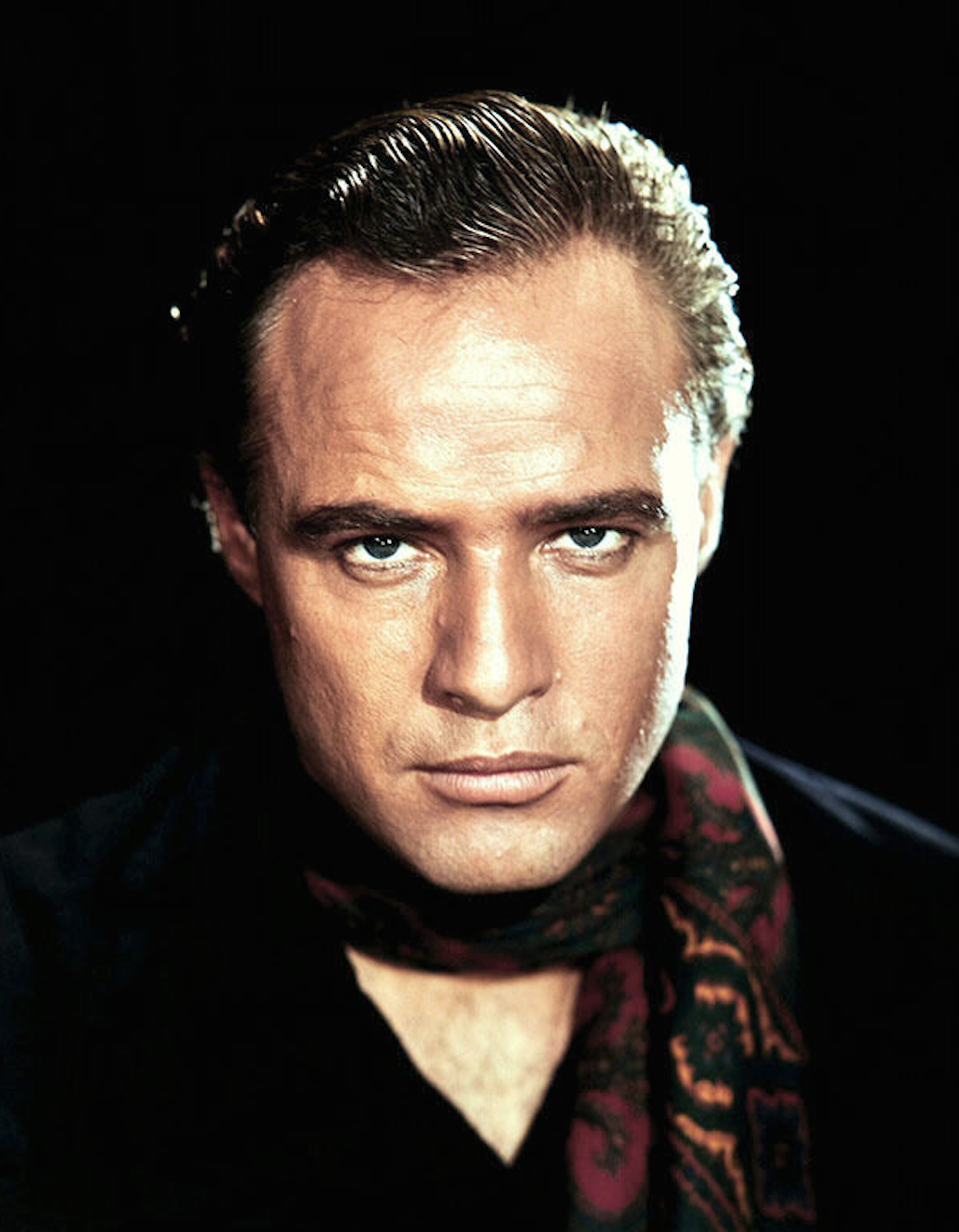
Marlon Brando (* 3. dubna)

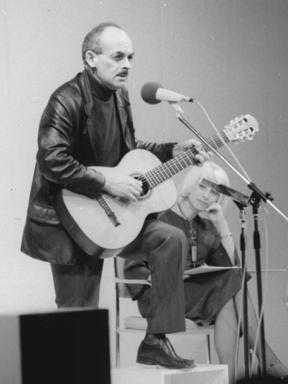
Bulat Okudžava (* 9. května)

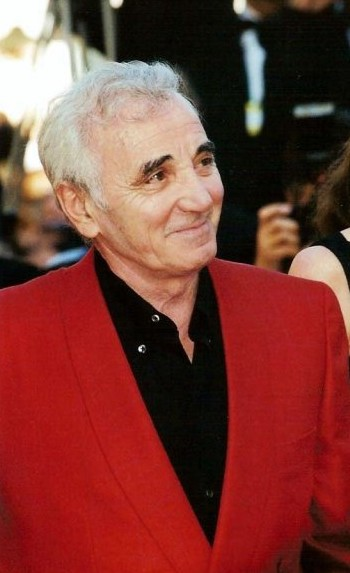
Charles Aznavour (* 22. května)

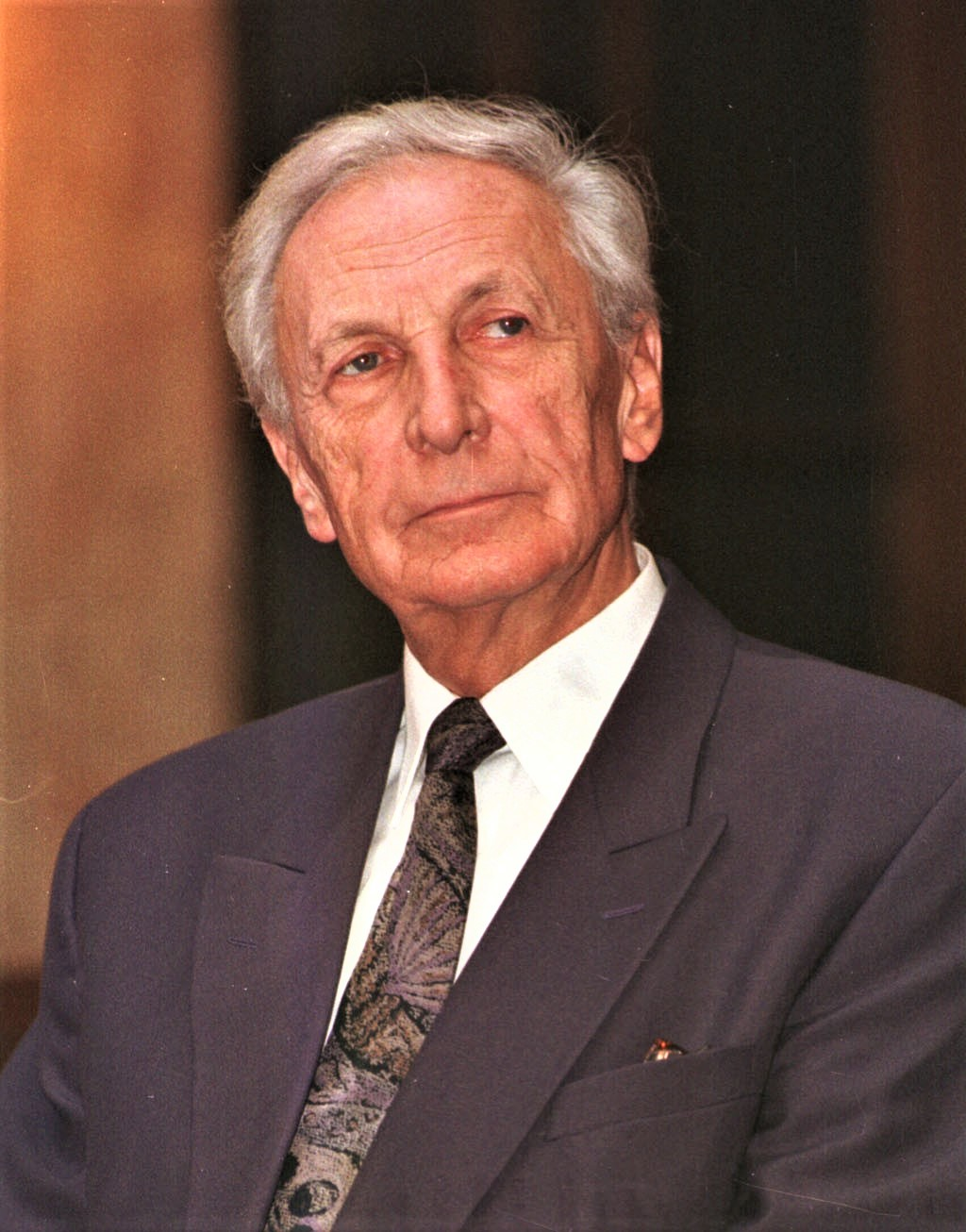
Ladislav Chudík (* 27. května)

George H. W. Bush (* 12. června)

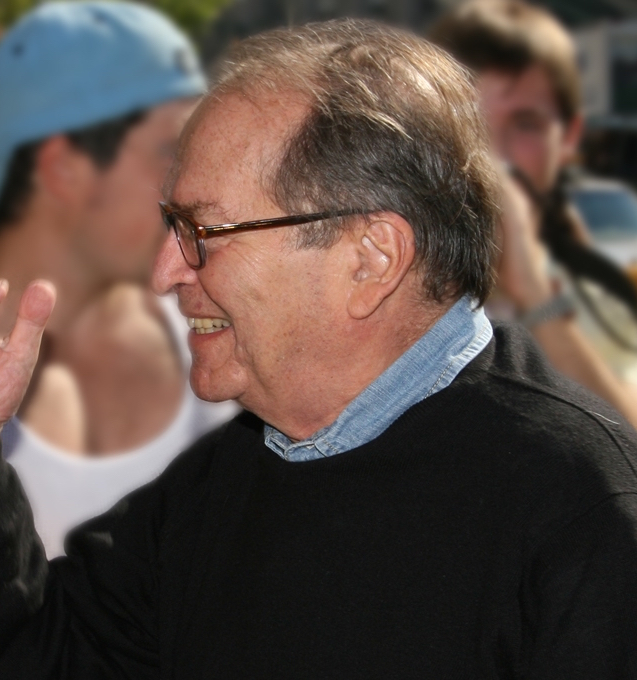
Sidney Lumet * 25. června)

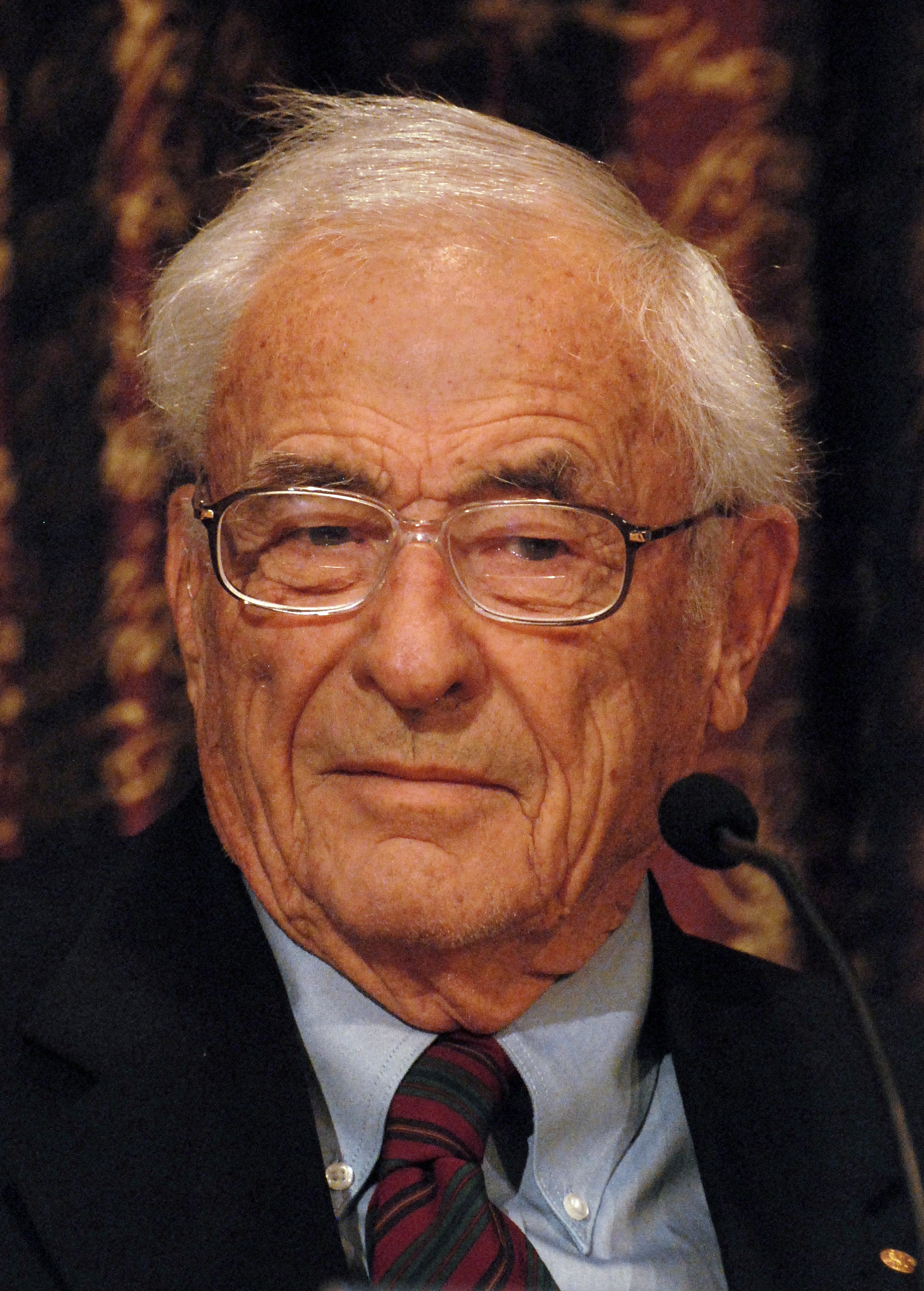
Willard Sterling Boyle * 19. srpna)

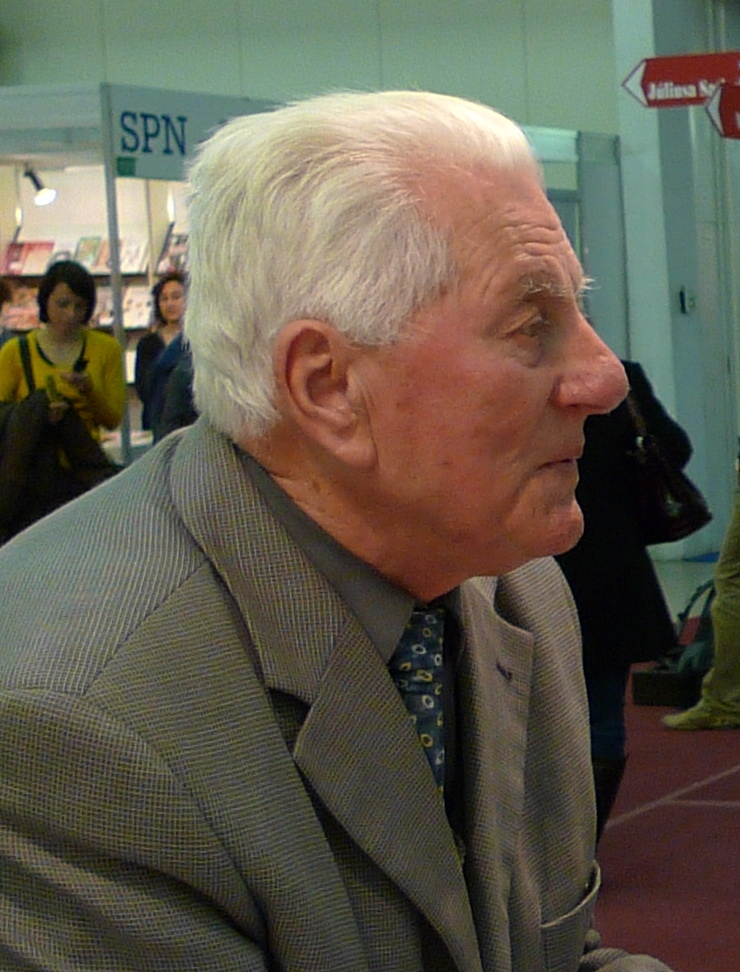
Ladislav Ťažký (* 19. září)

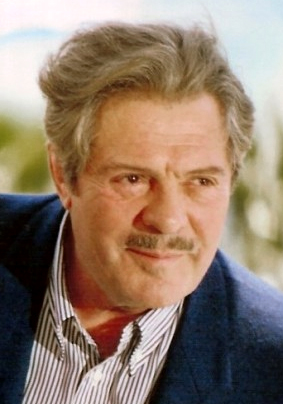
Marcello Mastroianni (* 28. září)

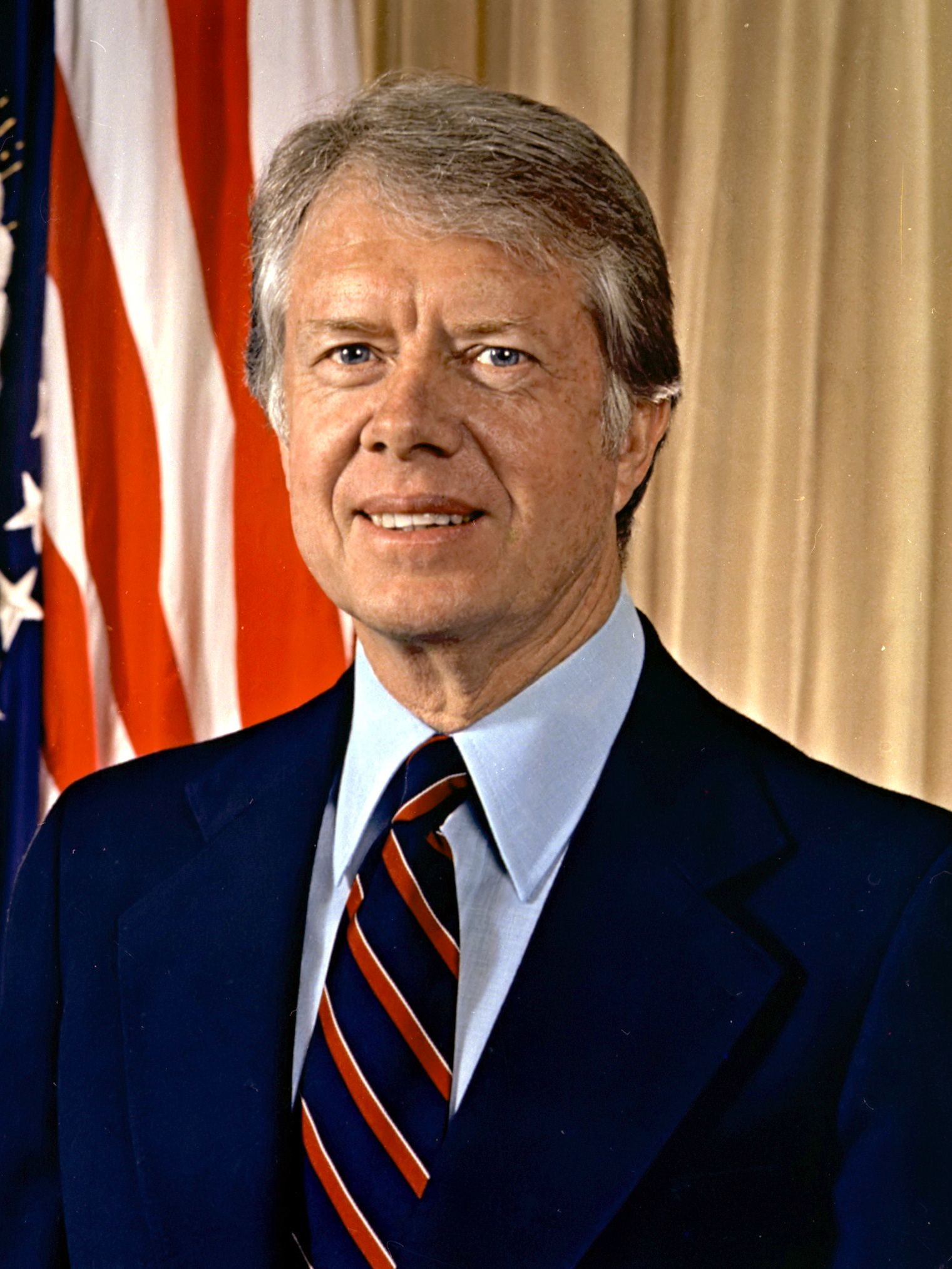
Jimmy Carter (* 1. října)

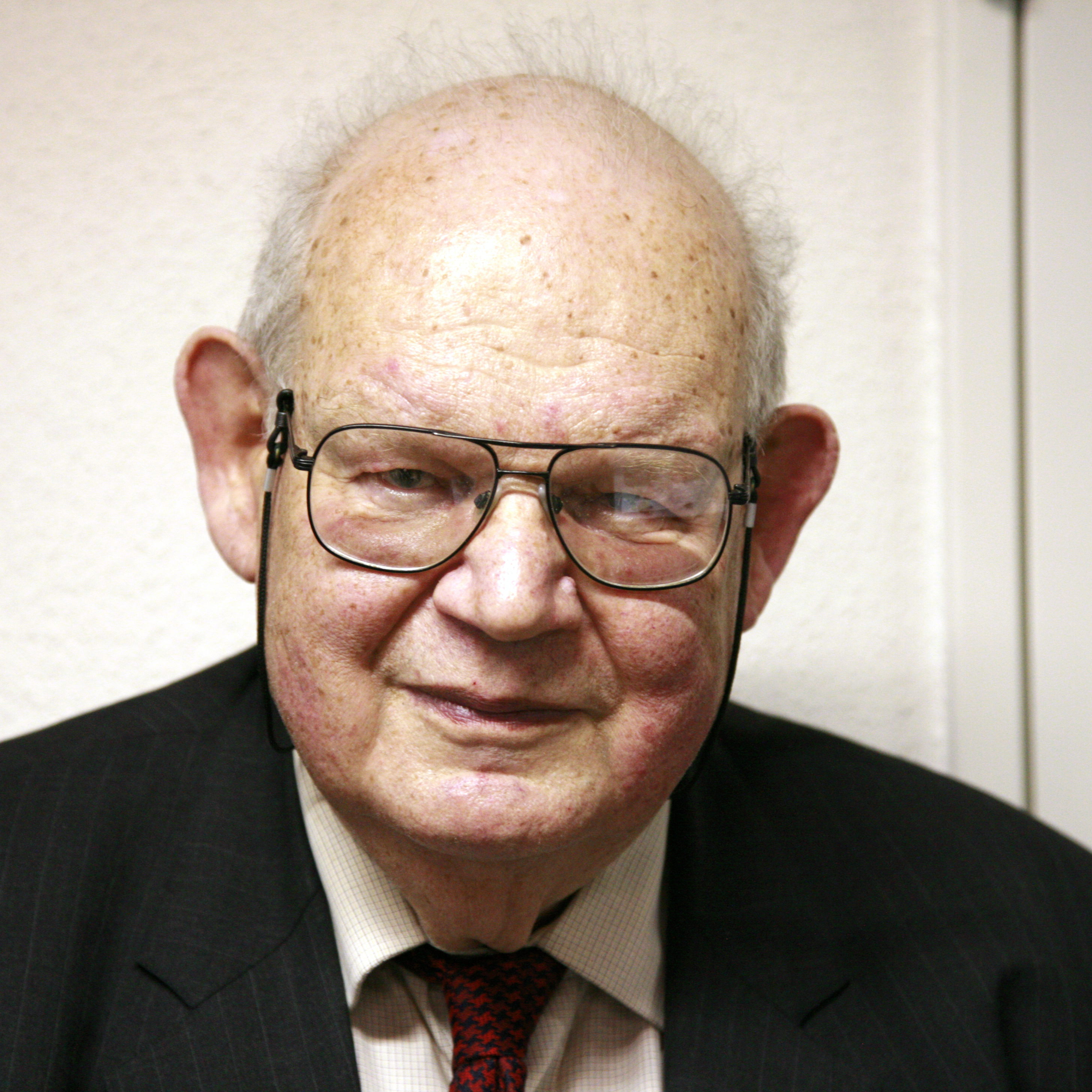
Benoît Mandelbrot (* 20. listopadu)

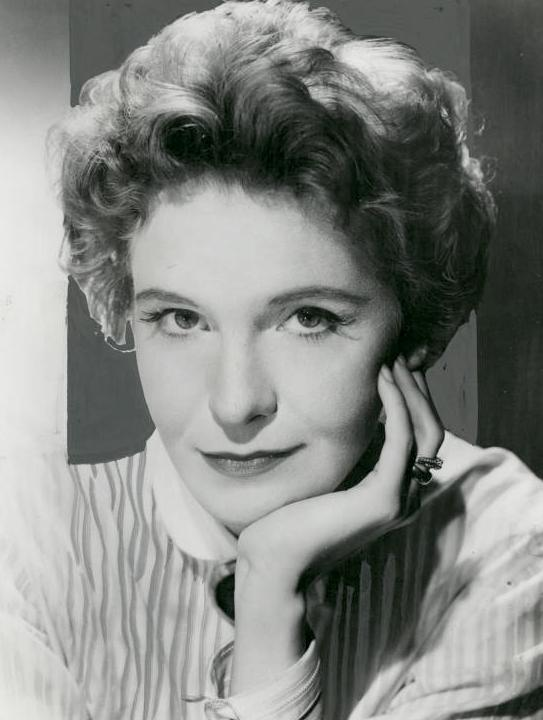
Geraldine Page (* 22. listopadu)

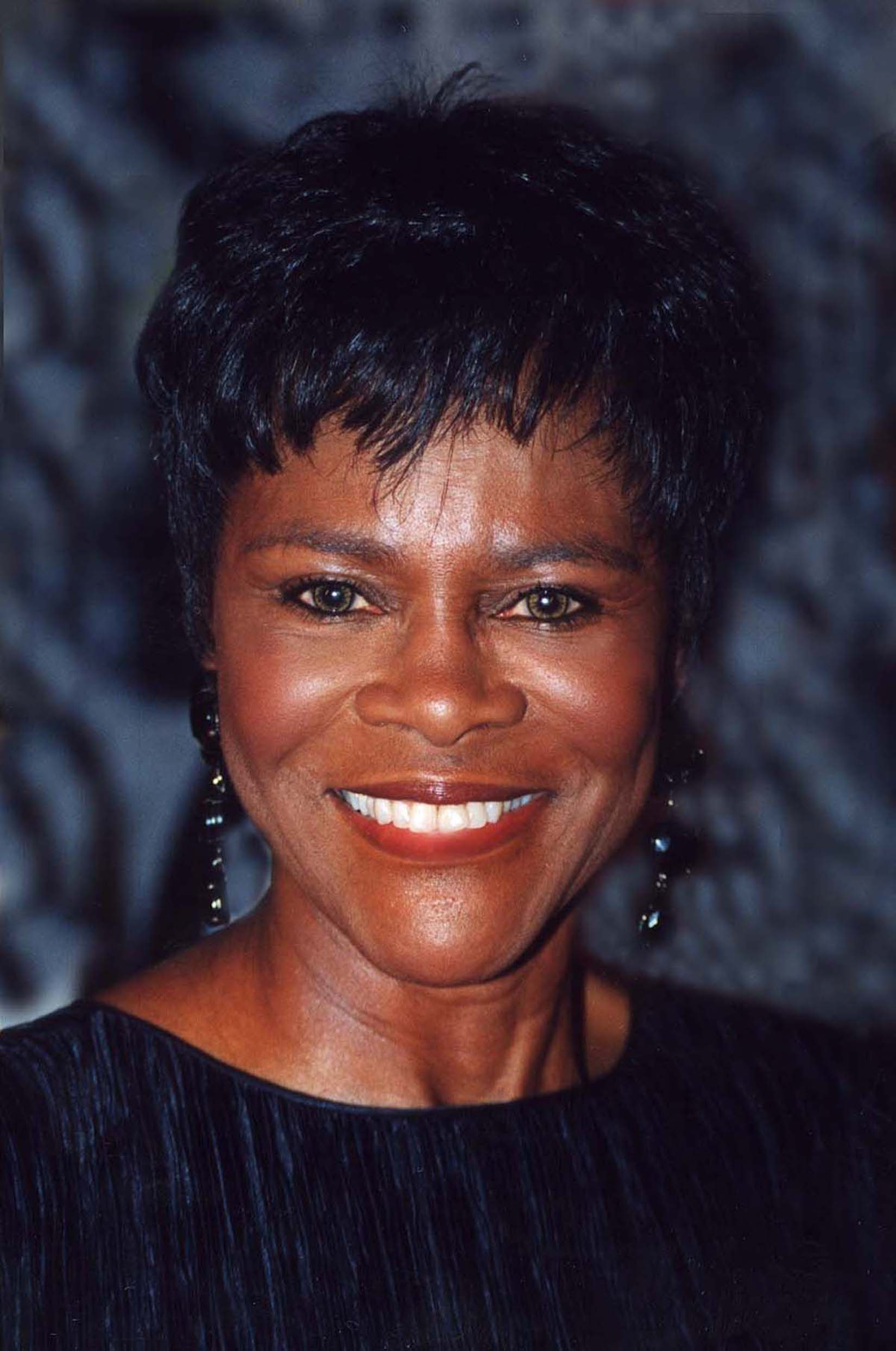
Cicely Tyson (* 19. prosince)

  - Arthur Danto, americký kritik umění a filozof († 25. října 2013)
  - Jacques Le Goff, francouzský historik († 1. dubna 2014)
- 3. ledna – Mordechaj Limon, velitel Izraelského vojenského námořnictva († 16. května 2009)
- 6. ledna
  - Earl Scruggs, americký hráč na banjo († 28. března 2012)
  - Kim Te-džung, jihokorejský prezident († 18. srpna 2009)
- 7. ledna
  - Gene L. Coon, americký scenárista a producent († 8. července 1973)
  - Vernon Wray, americký kytarista († 1979)
- 9. ledna
  - Carola Braunbocková, německá herečka († 4. července 1978)
  - Sergej Paradžanov, arménský filmový režisér a scenárista († 20. června 1990)
- 10. ledna
  - Eduardo Chillida, španělský sochař († 19. srpna 2002)
  - Max Roach, americký jazzový bubeník († 16. srpna 2007)
- 11. ledna
  - Roger Guillemin, francouzsko-americký lékař a endokrinolog, nositel Nobelovy ceny († 21. února 2024)
  - Slim Harpo, americký bluesový hudebník († 31. ledna 1970)
- 13. ledna – Paul Karl Feyerabend, rakouský filozof vědy († 11. února 1994)
- 15. ledna
  - Georg Ratzinger, německý kněz, hudebník, bratr papeže Benedikta XVI. († 1. července 2020)
  - Hamdija Pozderac, jugoslávský prezident († 7. dubna 1988)
- 16. ledna – Ján Krajčík, slovenský tenista a tenisový trenér († 13. března 2014)
- 18. ledna – Ján Bukovský, vatikánský diplomat slovenského původu († 18. prosince 2010)
- 19. ledna – Jean-François Revel, francouzský spisovatel a filozof († 30. dubna 2006)
- 21. ledna – Benny Hill, britský komik († 20. dubna 1992)
- 22. ledna
  - Ján Chryzostom Korec, slovenský biskup († 24. října 2015)
  - J. J. Johnson, americký jazzový pozounista a skladatel († 4. února 2001)
- 24. ledna
  - Joe Albany, americký jazzový klavírista († 12. ledna 1988)
  - John Spencer, 8. hrabě Spencer, britský šlechtic a otec princezny Diany († 29. března 1992)
- 28. únor – Herwig Schopper, německý fyzik a ředitel CERNu
- 29. ledna
  - Luigi Nono, italský hudební skladatel († 8. května 1990)
  - Guy Rosolato, francouzský psychoanalytik († 6. března 2012)
- 30. ledna – Lloyd Alexander, americký spisovatel († 17. května 2007)
- 31. ledna – Tengiz Abuladze, gruzínský filmový režisér († 6. března 1994)
- 2. února
  - Hedviga Bystrická, slovenská mikropaleontoložka († 8. ledna 2018)
  - Sonny Stitt, americký jazzový saxofonista († 22. července 1982)
- 3. února – Edward Palmer Thompson, britský historik a spisovatel († 28. srpna 1993)
- 5. února – Duraisamy Simon Lourdusamy, indický kardinál († 2. června 2014)
- 6. února
  - Sammy Nestico, americký hudební aranžér a skladatel († 17. ledna 2021)
  - Billy Wright, anglický fotbalista († 3. září 1994)
- 9. února – George Guest, velšský varhaník, sbormistr a pedagog († 20. listopadu 2002)
- 15. února – John Francis, skotský esperantista († 20. března 2012)
- 19. února
  - Lee Marvin, americký filmový herec († 29. srpna 1987)
  - David Bronštejn, ukrajinský šachista († 5. prosince 2006)
- 21. února
  - Robert Mugabe, prezident Zimbabwe († 6. září 2019)
  - Silvano Piovanelli, italský kardinál († 9. července 2016)
- 26. února – Noboru Takešita, japonský premiér († 19. června 2000)
- 28. února – Christopher C. Kraft Jr., americký letecký inženýr a manažer NASA († 22. července 2019)
- 29. února
  - Agustín Hernández Navarro, mexický architekt († 10. listopadu 2022)
  - Andrzej Maria Deskur, polský kardinál († 3. září 2011)
- 1. března – Donald Slayton, astronaut USA († 13. června 1993)
- 3. března
  - Tomiiči Murajama, japonský premiér
  - Lys Assia, švýcarská zpěvačka († 24. března 2018)
- 4. března – Cal Lampley, americký hudební producent, skladatel a klavírista († 6. července 2006)
- 6. března – William Hedgcock Webster, americký právník, ředitel CIA a FBI († 8. srpna 2025)
- 7. března
  - Kóbó Abe, japonský spisovatel († 22. ledna 1993)
  - Richard Grunberger, rakouský historik († 15. února 2005)
  - Eduardo Paolozzi, skotský sochař, grafik a průmyslový návrhář († 22. dubna 2005)
- 15. března – Jurij Vasiljevič Bondarev, ruský sovětský spisovatel († 29. března 2020)
- 18. března – Alexandre José Maria dos Santos, mosambický kardinál († 29. září 2021)
- 20. března – Jozef Kroner, slovenský herec († 12. března 1998)
- 27. března – Sarah Vaughan, americká jazzová zpěvačka († 3. dubna 1990)
- 3. dubna – Marlon Brando, americký herec († 1. července 2004)
- 6. dubna – Charlie Rouse, americký jazzový saxofonista a flétnista († 30. listopadu 1988)
- 7. dubna – Johannes Mario Simmel, rakouský spisovatel († 1. ledna 2009)
- 8. dubna – Günter Pfitzmann, německý filmový herec († 30. května 2003)
- 9. dubna – Joseph Nérette, haitský soudce a prezident († 29. dubna 2007)
- 12. dubna
  - Peter Safar, rakouský anesteziolog († 2. srpna 2003)
  - Raymond Barre, francouzský premiér († 25. srpna 2007)
- 14. dubna – Shorty Rogers, americký jazzový trumpetista († 7. listopadu 1994)
- 15. dubna – Neville Marriner, anglický dirigent a houslista († 2. října 2016)
- 16. dubna – Henry Mancini, americký hudební skladatel a dirigent († 14. června 1994)
- 20. dubna – Leslie Phillips, britský herec († 7. listopadu 2022)
- 21. dubna – Claude Lefort, francouzský filozof († 3. října 2010)
- 22. dubna
  - Peter Cathcart Wason, britský kognitivní psycholog a šachista († 17. dubna 2003)
- 23. dubna – Bobby Rosengarden, americký jazzový bubeník († 27. února 2007)
- 24. dubna
  - Mark Vladimirovič Kabakov, ruský spisovatel a básník († 13. června 2016)
  - Clement Freud, politik a spisovatel knih pro děti († 15. dubna 2009)
- 26. dubna – Teddy Edwards, americký jazzový tenorsaxofonista († 20. dubna 2003)
- 28. dubna
  - Alfred Bader, kanadský chemik, podnikatel, filantrop a sběratel umění († 23. prosince 2018)
  - Kenneth Kaunda, první prezident nezávislé Zambie († 17. června 2021)
- 1. května – Big Maybelle, americká zpěvačka († 23. ledna 1972)
- 2. května – Aron Gurevič, ruský historik († 5. srpna 2006)
- 3. května
  - Isadore Singer, americký matematik († 11. února 2021)
  - Jehuda Amichai, izraelsko-německý básník († 22. září 2000)
- 4. května – Taťjana Nikolajeva, ruská klavíristka, hudební skladatelka († 22. listopadu 1993)
- 9. května
  - Jean Girault, francouzský filmový scenárista, režisér a jazzový hudebník († 24. července 1982)
  - Bulat Okudžava, ruský básník, prozaik, šansoniér, skladatel a herec († 12. června 1997)
- 11. května
  - Antony Hewish, britský radioastronom, nositel Nobelovy ceny († 13. září 2021)
  - Dalibor Brochard, československý letec 246. perutě RAF († 14. března 1945)
- 13. května – Giovanni Sartori, italský politolog a filozof († 4. dubna 2017)
- 15. května – Ezer Weizman, izraelský prezident († 24. dubna 2005)
- 16. května – Dawda Jawara, premiér a první prezident nezávislé Gambie († 27. srpna 2019)
- 17. května – Idi Amin, prezident Ugandy († 16. srpna 2003)
- 20. května – Dušan Bilandžić, chorvatský právník, politik a historik († 4. března 2015)
- 22. května
  - Charles Aznavour, francouzský šansoniér († 1. října 2018)
  - Aleksander Dubiński, polský turkolog a orientalista († 23. září 2002)
- 23. května – Karlheinz Deschner, německý spisovatel († 8. dubna 2014)
- 25. května – Marshall Allen, americký jazzový saxofonista
- 26. května – Mike Bongiorno, americký a italský televizní moderátor († 8. září 2009)
- 27. května – Ladislav Chudík, slovenský herec a divadelní pedagog († 29. června 2015)
- 30. května – Armando Peraza, kubánský perkusionista († 14. dubna 2014)
- 3. června
  - Robert F. Murphy, americký antropolog († 8. října 1990)
  - Colleen Dewhurstová, kanadská filmová, divadelní a televizní herečka († 22. srpna 1991)
  - Jimmy Rogers, americký bluesový zpěvák a kytarista († 19. prosince 1997)
- 6. června – Orna Poratová, izraelská divadelní herečka († 6. srpna 2015)
- 8. června – Kenneth Waltz, americký politolog († 13. května 2013)
- 12. června – George H. W. Bush, americký prezident († 30. listopadu 2018)
- 16. června – Lucky Thompson, americký jazzový saxofonista († 30. července 2005)
- 19. června – Vasil Bykav, běloruský malíř, sochař a spisovatel († 22. června 2003)
- 20. června – Chet Atkins, americký kytarista († 30. června 2001)
- 22. června – Terézia Hurbanová-Kronerová, slovenská herečka († 15. června 1999)
- 25. června – Sidney Lumet, americký režisér († 9. dubna 2011)
- 26. června – Kostas Axelos, řecký filozof († 4. února 2010)
- 4. července – Eva Marie Saint, americká herečka
- 5. července – Edward Idris Cassidy, australský kardinál († 10. dubna 2021)
- 6. července – Louie Bellson, americký jazzový bubeník a skladatel († 14. února 2009)
- 9. července – Pierre Cochereau, francouzský varhaník a skladatel († 5. března 1984)
- 11. července – Peter Sever, slovenský spisovatel († 22. července 2004)
- 12. července – Imrich Flassik, slovenský československý právník a politik († 14. září 2013)
- 13. července
  - Carlo Bergonzi, italský operní zpěvák a hudební pedagog († 25. července 2014)
  - Kurt David, německý spisovatel († 2. února 1994)
- 16. července – Bess Myerson, americká modelka († 14. prosince 2014)
- 21. července
  - Alojz Rebula, slovinský spisovatel († 23. října 2018)
  - Jean Laplanche, francouzský psychoanalytik († 6. května 2012)
- 26. července – Stanisław Komornicki, polský brigádní generál († 10. dubna 2010)
- 1. srpna
  - Abd Alláh bin Abd al-Azíz, král Saúdské Arábie († 23. ledna 2015)
  - Georges Charpak, francouzský fyzik polského původu, nositel Nobelovy ceny († 29. září 2010)
- 2. srpna – James Baldwin, americký spisovatel († 1. prosince 1987)
- 3. srpna – Leon Uris, americký spisovatel († 21. června 2003)
- 5. srpna – Silvester Krčméry, slovenský politický vězeň († 10. září 2013)
- 7. srpna – Daniel Inouye, americký politik († 17. prosince 2012)
- 8. srpna – Gene Deitch, americký režisér animovaných filmů žijící v Praze († 17. dubna 2020)
- 10. srpna – Jean-François Lyotard, francouzský filozof († 21. dubna 1998)
- 13. srpna
  - Serafim Fernandes de Araújo, brazilský kardinál († 8. října 2019)
  - Jurij Fjodorovič Orlov, ruský jaderný fyzik a disident († 27. září 2020)
  - Princ Alexandr Jugoslávský († 12. května 2016)
- 14. srpna
  - Georges Prêtre, francouzský dirigent († 4. ledna 2017)
  - Delbert Ray Fulkerson, americký matematik († 10. ledna 1976)
  - Sverre Fehn, norský architekt († 23. února 2009)
- 17. srpna – Stanley Jaki, kněz, fyzik, filozof a historik maďarského původu († 7. dubna 2009)
- 19. srpna – Willard Sterling Boyle, americký fyzik, nositel Nobelovy ceny († 7. května 2011)
- 21. srpna – Arthur Janov, americký psycholog († 1. října 2017)
- 23. srpna
  - Robert Solow, americký ekonom, nositel Nobelovy ceny († 21. prosince 2023)
  - Ephraim Kishon, židovský spisovatel († 29. ledna 2005)
- 29. srpna
  - Dinah Washington, americká zpěvačka († 14. prosince 1963)
  - Gejza Šimanský, československý fotbalový reprezentant († 19. června 2007)
- 1. září – Dirk Fischer, americký jazzový hudebník († 25. února 2013)
- 2. září – Marie Kristýna z Lichtenštejna, vévodkyně württemberská a kněžna lichtenštejnská
- 4. září – Jerzy Ficowski, polský básník, esejista, textař, prozaik a překladatel († 9. května 2006)
- 5. září – Trevor Lloyd, velšský ragbista († 2015)
- 7. září
  - Leonard Rosenman, americký hudební skladatel († 4. března 2008)
  - Bridie Gallagher, irská zpěvačka († 9. ledna 2012)
- 11. září – Rudolf Vrba, slovenský profesor farmakologie, uprchlík z koncentračního tábora († 27. března 2006)
- 13. září – Maurice Jarre, francouzský skladatel filmové hudby († 28. března 2009)
- 15. září – György Lázár, maďarský premiér († 2. října 2014)
- 16. září – Lauren Bacallová, americká filmová a divadelní herečka († 12. srpna 2014)
- 19. září
  - Jacques Lusseyran, francouzský spisovatel († 27. července 1971)
  - Ladislav Ťažký, slovenský spisovatel († 20. ledna 2011)
- 21. září – Hermann Buhl, rakouský horolezec († 27. června 1957)
- 22. září – Rosamunde Pilcherová, britská spisovatelka († 6. února 2019)
- 27. září – Bud Powell, americký jazzový klavírista († 31. července 1966)
- 28. září
  - Mirko Nešpor, slovenský vysokoškolák, antifašista († 17. prosince 1944)
  - Marcello Mastroianni, italský herec († 19. prosince 1996)
- 30. září – Truman Capote, americký spisovatel a herec († 25. srpna 1984)
- 1. října
  - Jimmy Carter, americký prezident († 29. prosince 2024)
  - William Rehnquist, předseda Nejvyššího soudu USA († 3. září 2005)
- 4. října – Georgij Chosrojevič Šachnazarov, právník, politolog, politik a spisovatel arménského původu († 15. ledna 2001)
- 5. října – Olga Gyarmatiová, maďarská olympijská vítězka ve skoku do dálky († 27. října 2013)
- 10. října
  - Ed Wood, tvůrce nejhorších filmů všech dob († 10. prosince 1978)
  - James Clavell, anglický a australský spisovatel, scenárista a režisér († 7. září 1994)
- 11. října – Mal Whitfield, americký běžec, trojnásobný olympijský vítěz († 18. listopadu 2015)
- 13. října – Terry Gibbs, americký jazzový vibrafonista
- 15. října – Mark Lenard, americký herec († 22. listopadu 1996)
- 25. října – Earl Palmer, americký bubeník († 19. září 2008)
- 27. října – Šimon Ondruš, slovenský jazykovědec († 8. ledna 2011)
- 28. října – Ján Karel, československý fotbalový reprezentant († 11. listopadu 2005)
- 29. října – Zbigniew Herbert, polský básník († 28. července 1998)
- 1. listopadu – Süleyman Demirel, turecký prezident († 17. června 2015)
- 6. listopadu – William Auld, skotský esperantský básník († 11. září 2006)
- 9. listopadu – Robert Frank, švýcarsko–americký fotograf, režisér a kameraman († 9. září 2019)
- 12. listopadu – Sam Jones, americký jazzový kontrabasista a violoncellista († 15. prosince 1981)
- 13. listopadu – Gustav A. Konitzky, americký spisovatel († 3. února 2010)
- 14. listopadu – Leonid Kogan, sovětský houslista († 17. prosince 1982)
- 15. listopadu – Sonny Lester, americký hudební producent († 28. dubna 2018)
- 16. listopadu
  - Chajim Bar-Lev, izraelský generál a politik († 7. května 1994)
  - Melvin Patton, americký olympijský vítěz v běhu na 200 metrů († 9. května 2014)
- 18. listopadu – Oldrich Benda, slovenský fyzik († 11. července 1999)
- 19. listopadu – J. D. Sumner, americký gospelový zpěvák († 16. listopadu 1998)
- 20. listopadu – Benoît Mandelbrot, francouzský matematik, zakladatel fraktální geometrie († 14. října 2010)
- 21. listopadu – Milka Planinc, jugoslávská premiérka († 7. října 2010)
- 22. listopadu – Geraldine Page, americká divadelní a filmová herečka († 13. června 1987)
- 25. listopadu
  - Paul Desmond, americký jazzový altsaxofonista a skladatel († 30. května 1977)
  - Ante Marković, jugoslávský premiér († 28. listopadu 2011)
- 30. listopadu
  - Klaus Huber, švýcarský skladatel († 2. října 2017)
  - Tate Houston, americký jazzový saxofonista († 18. října 1974)
- 2. prosince – Alexander Haig, ministr zahraničních věcí Spojených států amerických († 20. února 2010)
- 3. prosince
  - Edwin Ernest Salpeter, rakousko-australsko-americký astrofyzik († 26. listopadu 2008)
  - John Backus, americký počítačový vědec († 17. března 2007)
  - John Winter, australský olympijský vítěz ve skoku do výšky († 5. prosince 2007)
- 7. prosince
  - Mário Soares, portugalský prezident († 7. ledna 2017)
  - Jovanka Broz, manželka jugoslávského prezidenta, Josipa Broze Tita († 20. října 2013)
- 11. prosince
  - Charles Bachman, americký informatik († 13. července 2017)
  - Giovanni Saldarini, italský kněz, arcibiskup Turína, kardinál († 18. dubna 2011)
- 12. prosince – Ed Koch, americký právník, politik, politický komentátor, starosta New Yorku († 1. února 2013)
- 14. prosince
  - Gohar Gasparjan, arménská operní pěvkyně († 16. května 2007)
  - Herbert Tobias, německý fotograf († 17. srpna 1982)
- 17. prosince – Jochaj Ben Nun, velitel Izraelského vojenského námořnictva († 6. června 1994)
- 19. prosince
  - Michel Tournier, francouzský spisovatel († 18. ledna 2016)
  - Cicely Tyson, americká herečka († 28. ledna 2021)
- 21. prosince – Rita Reys, nizozemská jazzová zpěvačka († 28. července 2013)
- 24. prosince – Michael Goldberg, americký malíř († 31. prosince 2007)
- 25. prosince – Atal Bihárí Vádžpejí, indický premiér († 16. srpna 2018)
- 26. prosince – Eli Kohen, izraelský špion, národní hrdina († 18. května 1965)
- 31. prosince – Taylor Mead, americký herec a básník († 8. května 2013)

## Úmrtí

### Česko

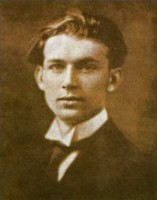
Jiří Wolker († 3. ledna)

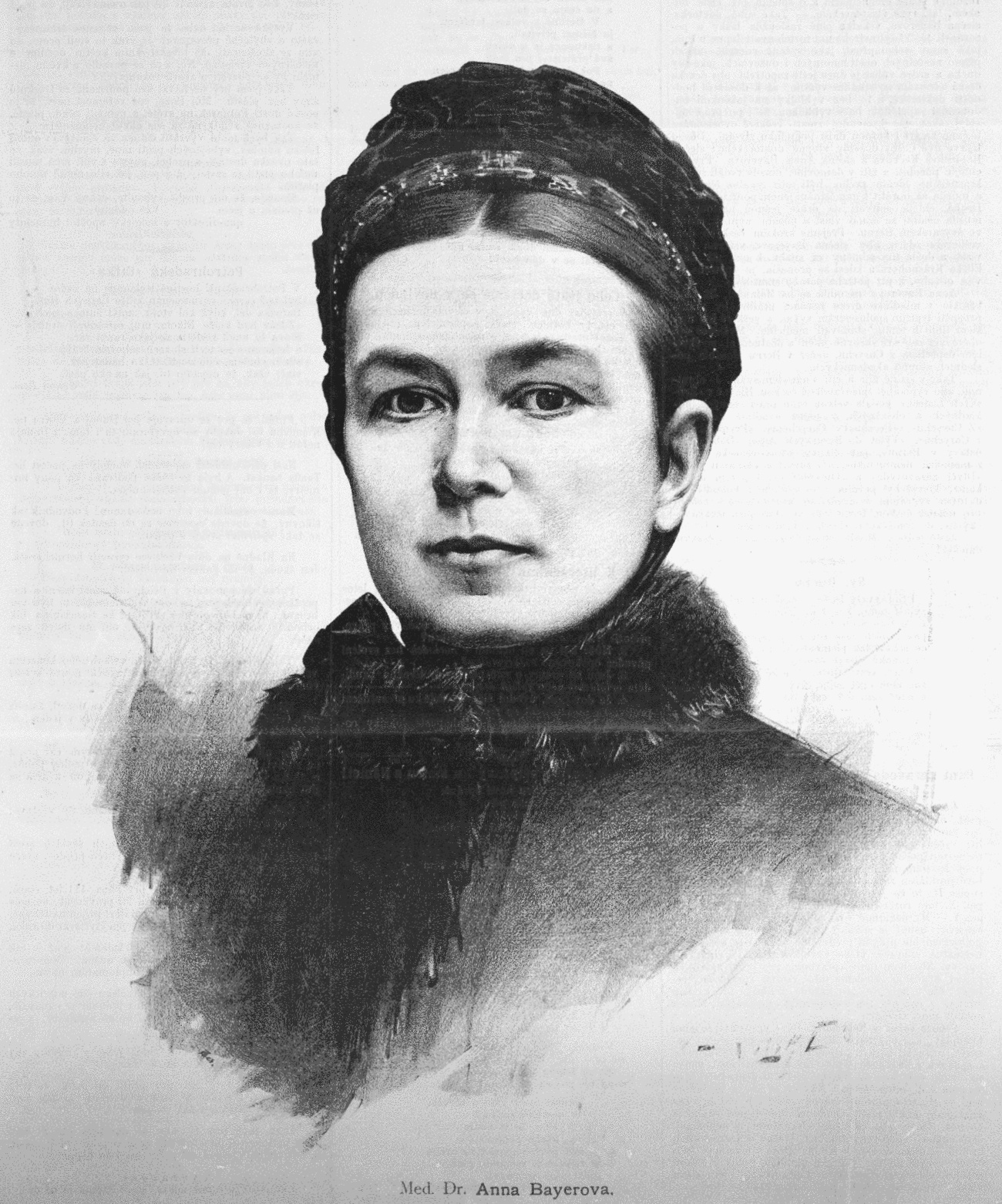
Anna Bayerová († 24. leden)

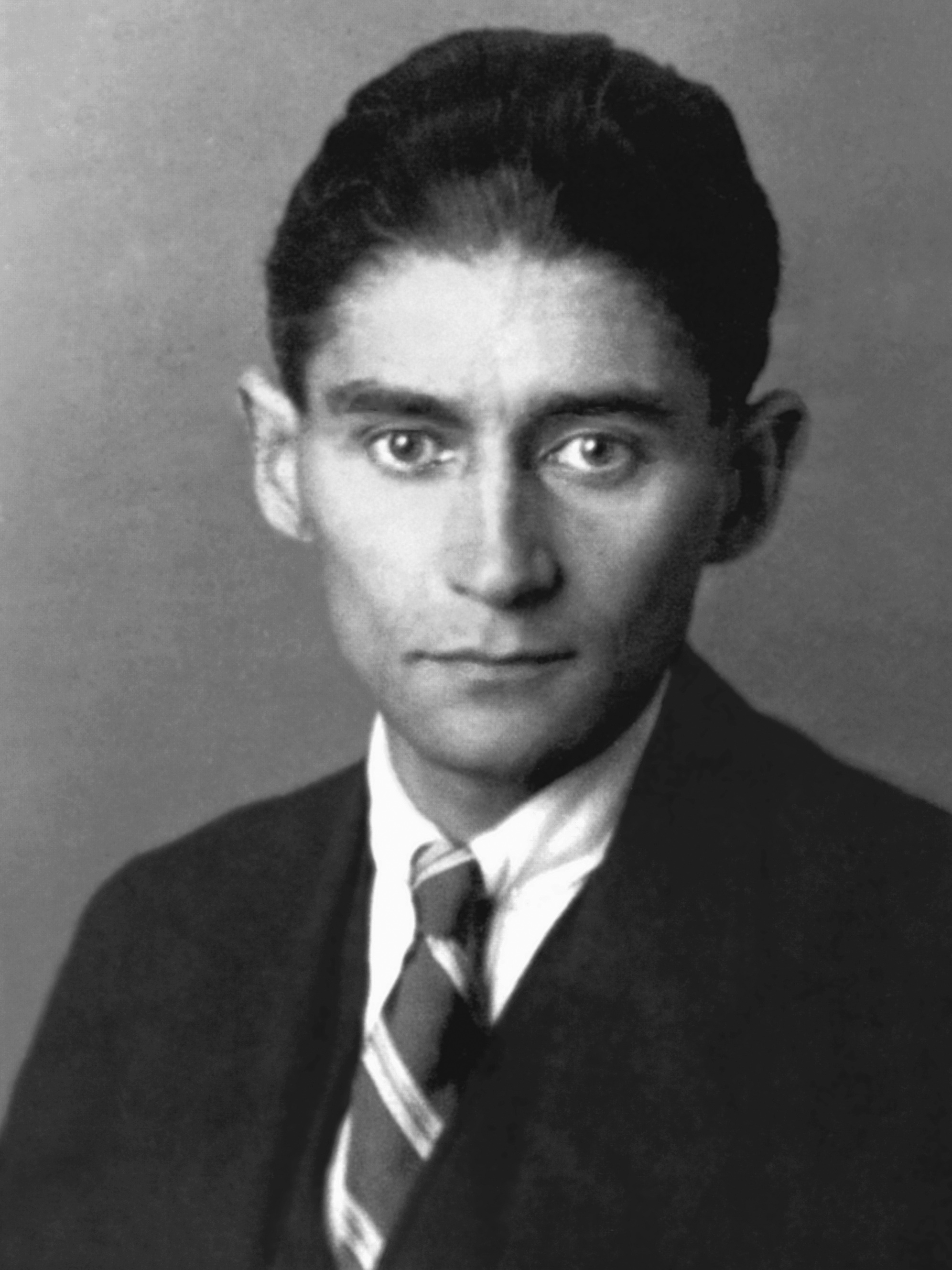
Franz Kafka († 3. června)

- 3. ledna – Jiří Wolker, básník (* 29. března 1900)
- 4. ledna – Alfred Grünfeld, klavírista a skladatel (* 4. června 1852)
- 7. ledna – Filip Počta, geolog a paleontolog (* 19. listopadu 1859)
- 11. ledna – Otakar Bradáč, hudební skladatel (* 10. listopadu 1874)
- 12. ledna – Cyril Dušek, československý politik (* 5. listopadu 1881)
- 14. ledna – Josef Bartoš, hudební skladatel (* 29. října 1861)
- 24. ledna – Anna Bayerová, historicky druhá česká lékařka (* 4. listopadu 1852)
- 26. ledna – Václav Řezníček, spisovatel a novinář (* 9. září 1861)
- 16. února – Jan Deyl, oční lékař, profesor UK, filantrop (* 24. června 1855)
- 17. února – Leopold Heyrovský, právník, rektor Univerzity Karlovy (* 14. listopadu 1852)
- 2. dubna – Maxmilián Pirner, malíř (* 13. února 1854)
- 4. dubna – Arnold Pick, pražský psychiatr a neurolog (* 20. července 1851)
- 5. dubna – Karel Lustig, spisovatel a publicista (* 29. prosince 1856)
- 26. dubna – Josef Labor, klavírista, varhaník, hudební skladatel a pedagog (* 29. června 1842)
- 27. dubna – Josef Kadlčák, československý politik (* 15. listopadu 1856)
- 4. května – Vojtěch Zavadil, československý politik (* 19. dubna 1865)
- 8. května
  - Jan Sedlák, profesor bohosloví a historik (* 4. prosince 1871)
  - Leopold Adler, český fotograf (* 12. července 1848)
- 20. května – František Krátký, fotograf (* 7. září 1851)
- 8. června – František Bareš, pedagog, historik a muzejník (* 20. ledna 1851)
- 8. července – Josef Šlechta, kněz, probošt mělnický (* 13. prosince 1856)
- 15. července – František Mizera, semilský pedagog a historik (* 20. září 1861)
- 26. července – Josef Brenner, generální vikář českobudějovické diecéze (* 7. února 1852)
- 18. srpna – Gustav Brosch, rakouský důstojník a polárník (* 22. září 1844)
- 22. srpna – Josef Kořínek mladší, klasický filolog (* 4. ledna 1861)
- 3. září – Franz Tattermusch, poslanec Českého zemského sněmu (* ? 1841)
- 25. září – Karel Burian, operní zpěvák (* 12. ledna 1870)
- 29. září – Ferdinand Engelmüller, malíř a grafik (* 22. prosince 1867)
- 15. října – Jan Máchal, legionář a sokolský funkcionář (* 9. února 1864)
- 28. října – Emanuel Chvála, český hudební kritik a skladatel (* 1. ledna 1851)
- 31. října
  - Arnold Bobok, československý politik slovenské národnosti (* 9. dubna 1876)
  - Jaroslav Hlava, patologický anatom (* 7. května 1855)
- 5. listopadu – Franz Röttel, československý politik německé národnosti (* 16. ledna 1871)
- 7. listopadu – Josef Funk, kanovník kapituly sv. Štěpána v Litoměřicích (* 27. prosince 1867)
- 10. listopadu – Vojtěch Schönborn, český šlechtic, právník a politik (* 2. července 1854)
- 14. listopadu
  - Václav Veverka, československý politik (* 25. února 1856)
  - Bohumil Bauše, český přírodovědec a spisovatel (* 17. února 1845)
- 15. listopadu – Jakub Schikaneder, malíř (* 27. února 1855)
- 15. prosince – Emil Ott, právník, rektor Univerzity Karlovy (* 30. dubna 1845)
- 20. prosince – Václav Němec, český podnikatel a politik (* 30. října 1845)
- 21. prosince – František Storch, právník a rektor Univerzity Karlovy (* 13. září 1850)
- 24. prosince – Justin Václav Prášek, historik, orientalista (* 7. srpna 1853)
- 25. prosince – František Xaver Stejskal, kněz, profesor církevních dějin a patrologie (* 27. listopadu 1866)

### Svět

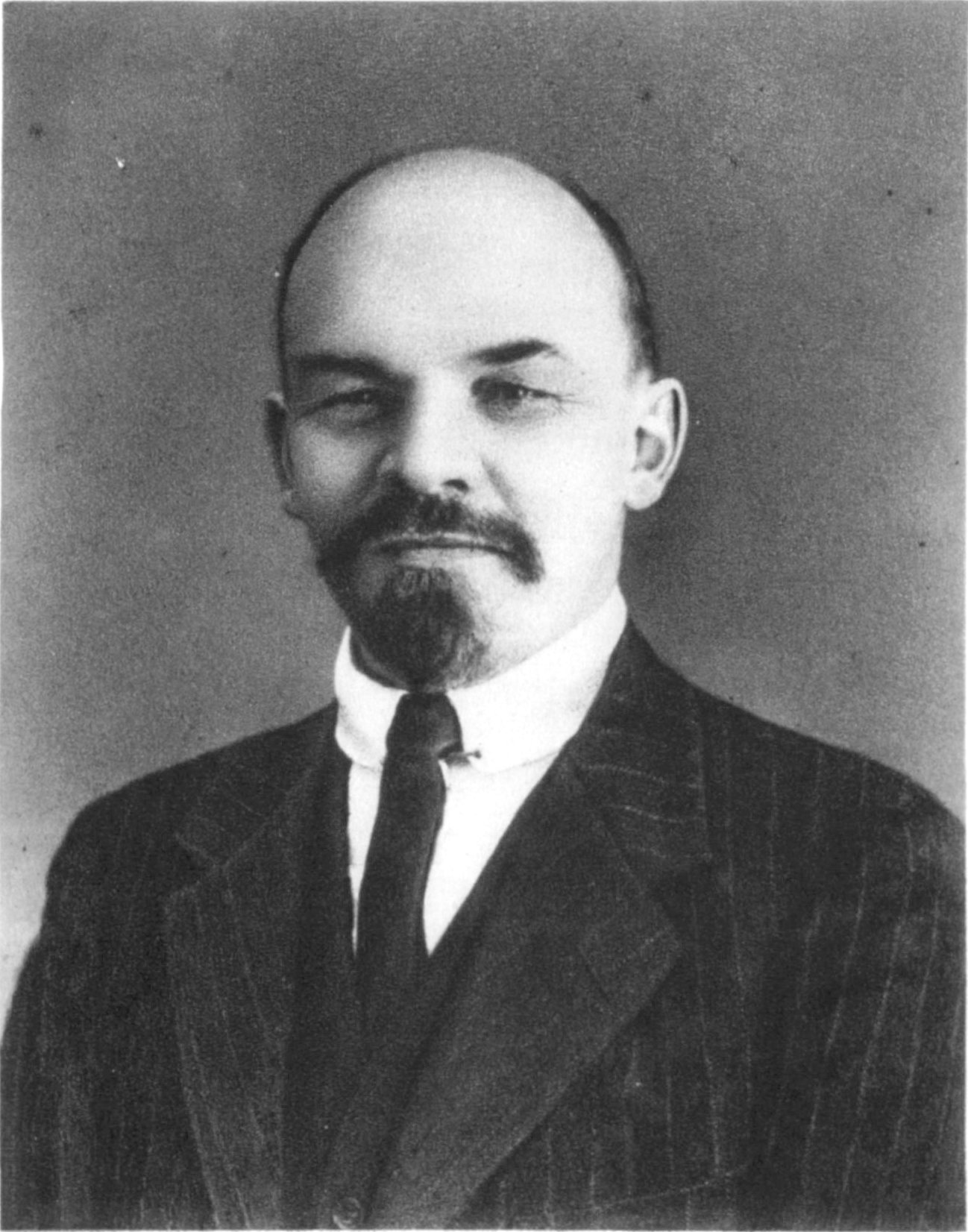
Vladimir Iljič Lenin († 21. ledna)

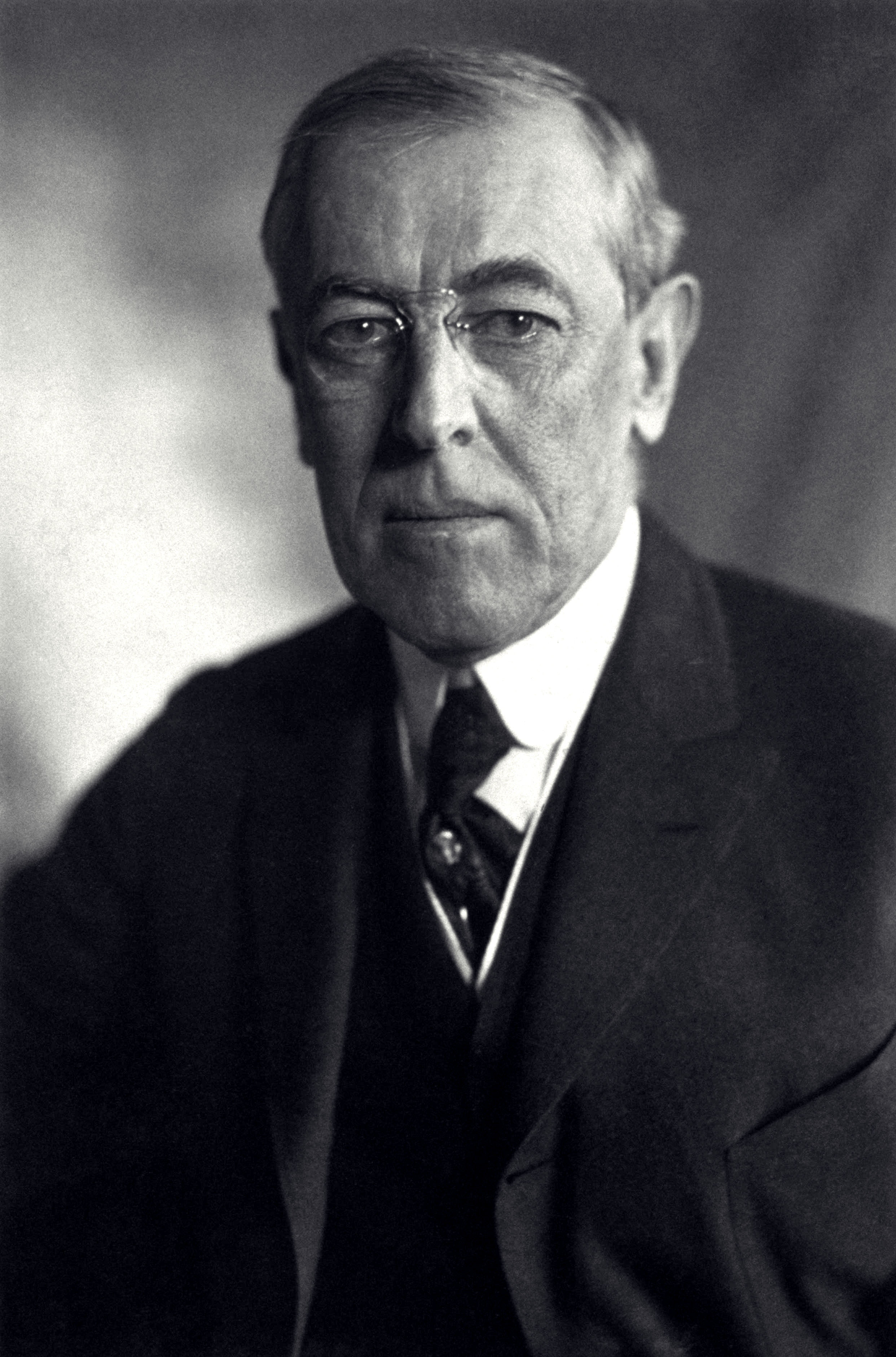
Woodrow Wilson († 3. února)

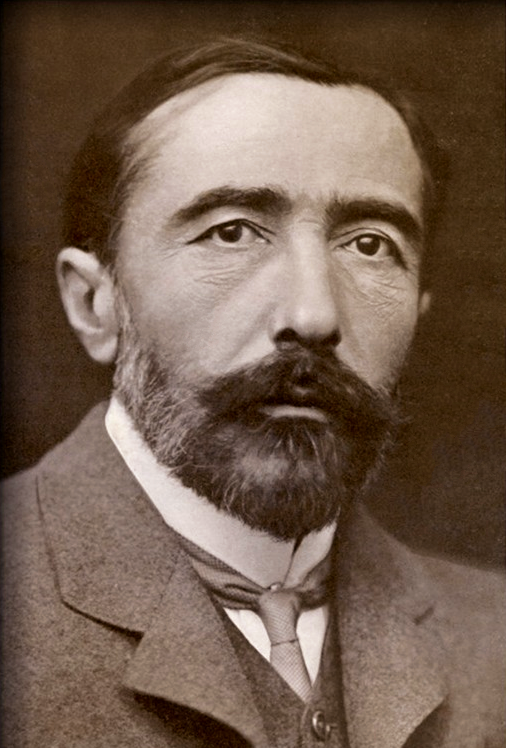
Joseph Conrad († 4. srpna)

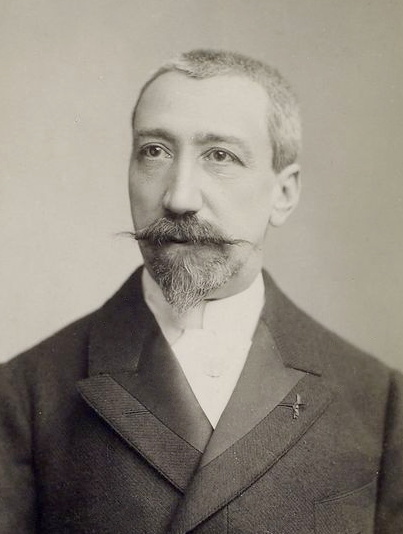
Anatole France († 12. října)

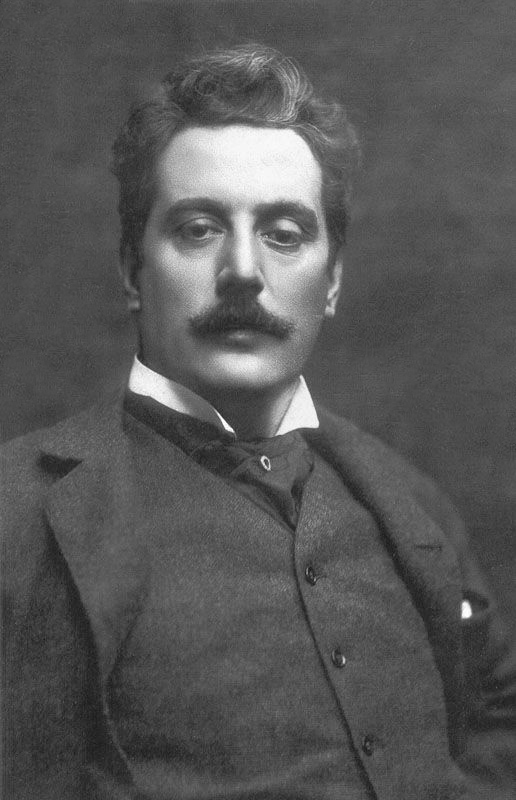
Giacomo Puccini († 29. listopadu)

- 2. ledna – Paul Renouard, francouzský malíř, litograf, rytec a ilustrátor (* 5. listopadu 1845)
- 13. ledna – Eugen Ruffínyi, objevitel Dobšinské ledové jeskyně (* 1. března 1846)
- 14. ledna – Arne Garborg, norský spisovatel (* 25. ledna 1851)
- 18. ledna – Nikolaj Ťutčev, ruský revolucionář (* 10. srpna 1856)
- 21. ledna – Vladimír Iljič Lenin, ruský komunistický politik a revolucionář a první premiér SSSR (* 22. dubna 1870)
- 24. ledna – Marie-Adéla Lucemburská, dcera velkovévody Viléma IV. Lucemburského (* 14. června 1894)
- 31. ledna – Curt von Bardeleben, německý šachový mistr (* 4. března 1861)
- 2. února
  - Wilhelm Klein, rakouský archeolog (* 20. listopadu 1850)
  - Aleksa Šantić, srbský básník (* 27. května 1868)
- 3. února
  - Woodrow Wilson, americký politik (* 28. prosince 1856)
  - Julius Derschatta von Standhalt, předlitavský politik (* 12. září 1852)
- 11. února – Jean-François Raffaëlli, francouzský malíř a sochař (* 20. dubna 1850)
- 16. února – Wilhelm Schmidt, německý konstruktér a vynálezce (* 18. února 1858)
- 18. února – Jakob Bosshart, švýcarský spisovatel (* 7. srpna 1862)
- 26. února – Isabela Marie Bavorská, vévodkyně z Janova (* 28. srpna 1863)
- 1. března – Luisa Belgická, belgická princezna (* 18. února 1858)
- 15. března – Şahinde Hanımefendi, manželka posledního osmanského sultána Mehmeda VI. (* 1895)
- 16. března – Maurice Pellé, francouzský generál (* 18. dubna 1863)
- 22. března –Vlastimil Tusar, český sociálně demokratický politik a novinář, druhý československý ministerský předseda (* 23. října 1880)
- 1. dubna – Frank Capone, americký gangster (* leden 1895)
- 2. dubna
  - Franz von Bayros, rakouský malíř (* 28. května 1866)
  - Eugenius Warming, dánský botanik (* 3. listopadu 1841)
- 5. dubna – Victor Hensen, německý fyziolog, embryolog a mořský biolog (* 10. února 1835)
- 9. dubna – Dušan Porubský, slovenský novinář (* 2. června 1876)
- 10. dubna – Auguste Hauschnerová, německá spisovatelka (* 12. února 1850)
- 14. dubna – Louis Sullivan, americký architekt (* 3. září 1856)
- 22. dubna – Anna z Lichtenštejna, knížecí princezna z Lichtenštejna (* 26. února 1846)
- 24. dubna – Granville Stanley Hall, americký dětský psycholog (* 1. února 1844)
- 4. května – Adam Jędrzejowicz, předlitavský státní úředník a politik (* 17. prosince 1847)
- 7. května – Dimitr Blagoev, bulharský politik (* 14. června 1856)
- 15. května – Paul Henri d'Estournelles de Constant, francouzský politik, nositel Nobelovy ceny (* 22. listopadu 1852)
- 16. května – Ignác Radlinský, slovenský advokát (* 1845)
- 3. června – Franz Kafka, německý spisovatel (* 3. července 1883)
- 8. června – George Mallory, britský horolezec (* 18. června 1886)
- 10. června – Giacomo Matteotti, italský socialistický poslanec, zavražděn (* 1885)
- 18. června – Eduardo Acevedo Díaz, uruguayský spisovatel (* 20. dubna 1851)
- 19. června – Konni Zilliacus, finský bojovník za nezávislost (* 18. prosince 1855)
- 13. července – Alfred Marshall, britský ekonom (* 26. července 1842)
- 27. července – Ferruccio Busoni, italský hudební skladatel (* 1. dubna 1866)
- 31. července – František Josef Battenberský, princ z rodu Battenbergů (* 24. září 1861)
- 3. srpna – Joseph Conrad, anglický spisovatel polského původu (* 3. prosince 1857)
- 4. srpna – Friedemir Poggenpohl, německý designér nábytku (* 7. srpna 1859)
- 5. srpna – Teodor Teodorov, bulharský premiér (* 8. dubna 1859)
- 7. srpna – Camille Zeckwer, americký hudební skladatel (* 26. června 1875)
- 17. srpna – Paul Natorp, německý filozof (* 24. ledna 1854)
- 15. srpna – Julian Deininger, vídeňský architekt a pedagog (* 30. května 1852)
- 24. srpna – Albert Meyer, německý dvorní fotograf (* 27. února 1857)
- 1. září – Joseph Henry Blackburne, britský šachista (* 10. prosince 1841)
- 6. září
  - Marie Valerie Habsbursko-Lotrinská, rakouská arcivévodkyně (* 22. dubna 1868)
  - Nachman Syrkin, ruský politický teoretik a sionista (* 23. února 1868)
- 8. září – Helena Rakousko-Toskánská, rakouská arcivévodkyně a vévodkyně württemberská (* 30. října 1903)
- 18. září – Francis Herbert Bradley, britský filozof (* 30. ledna 1846)
- 1. října – Theodor Krauß, německý homeopat (* 3. listopadu 1864)
- 7. října – William Botting Hemsley, anglický botanik (* 29. prosince 1843)
- 9. října – Valerij Brjusov, ruský spisovatel, literární kritik a historik (* 13. prosince 1873)
- 12. října – Anatole France, francouzský básník a spisovatel, nositel Nobelovy ceny (* 16. dubna 1844)
- 20. října – Frances Hodgson Burnettová, americká spisovatelka (* 24. listopadu 1849)
- 25. října – Ziya Gökalp, turecký sociolog, spisovatel, básník (* 23. března 1876)
- 4. listopadu – Gabriel Fauré, francouzský hudební skladatel (* 12. května 1845)
- 5. listopadu – Fatma Pesend Hanımefendi, jedenáctá manželka osmanského sultána Abdulhamida II. (* 13. ledna 1876)
- 7. listopadu – Hans Thoma, německý malíř a grafik (* 2. října 1839)
- 10. listopadu – Dion O'Banion, irsko-americký gangster (* 8. července 1892)
- 16. listopadu – Alexandr Andrejevič Archangelskij, ruský sbormistr a hudební skladatel (* 23. října 1846)
- 21. listopadu – Alois Adolf Riehl, rakouský filozof (* 27. dubna 1844)
- 23. listopadu – Edmund Behles, italský fotograf (* 21. července 1841)
- 29. listopadu – Giacomo Puccini, italský operní skladatel (* 22. prosince 1858)
- 11. prosince – Johann von Chlumecký, předlitavský státní úředník a politik (* 23. března 1834)
- 12. prosince – Alexandr Parvus, ruský židovský revolucionář (* 8. září 1867)
- 22. prosince – Karl Denke, německý sériový vrah (* 12. srpna 1870)
- 28. prosince – Léon Bakst, ruský malíř (* 10. května 1866)
- 29. prosince
  - Jan Pindór, polský evangelický pastor a spisovatel (* 5. prosince 1852)
  - Carl Spitteler, švýcarský básník (* 24. dubna 1845)
- 31. prosince
  - Tomioka Tessai, japonský malíř a kaligraf (* 25. ledna 1837)
  - Giuseppina Nicoli, italská řeholnice, blahoslavená katolické církve (* 18. listopadu 1863)
- ? – Karl Friedrich Wunder, německý fotograf (* 1849)
- ? – Horatio Frederick Phillips, britský letecký konstruktér (* 1845)

## Hlava státu
- Československo – Tomáš Garrigue Masaryk
- Litva – Aleksandras Stulginskis
- Japonsko – císař Taišó